# Liste der Biografien/Klo
Liste der Biografien |
Portal Biografien |
Personensuche
# |
A |
B |
C |
D |
E |
F |
G |
H |
I |
J |
K |
L |
M |
N |
O |
P |
Q |
R |
S |
T |
U |
V |
W |
X |
Y |
Z |
?
 
Ka |
Kb |
Kc |
Kd |
Ke |
Kf |
Kg |
Kh |
Ki |
Kj |
Kl |
Km |
Kn |
Ko |
Kp |
Kr |
Ks |
Kt |
Ku |
Kv |
Kw |
Ky |
Kx |
Kz
 
Kla |
Kld |
Kle |
Kli |
Klj |
Klo |
Klu |
Kly
Die Liste der Biografien führt alle Personen auf, die in der deutschsprachigen Wikipedia einen Artikel haben. Dieses ist eine Teilliste mit 681 Einträgen von Personen, deren Namen mit den Buchstaben „Klo“ beginnt.

## Klo

### Klob
- Klobasa, Alois (1918–1986), österreichischer Lehrer, Volksschuldirektor und Politiker, Landtagsabgeordneter der Steiermark
- Klobe, Michael (1950–2011), deutscher Schauspieler, Kabarettist und Hörspielsprecher
- Klobeck, Hans-Gustav (1954–2013), deutscher Molekularbiologe und Professor
- Klöber, Lena (* 1993), deutsche Schauspielerin und Synchronsprecherin
- Klobes, August (1920–1992), deutscher Diplomat
- Klobke, Frank (* 1963), deutscher Fußballspieler
- Klobouk, Jiří (* 1933), tschechischer Schriftsteller, Szenarist, Kameramann und Pianist
- Klobučar, Berislav (1924–2014), jugoslawischer bzw. kroatischer Dirigent
- Klobučar, Denis (* 1983), kroatischer Skilangläufer
- Klobučar, Jaka (* 1987), slowenischer Basketballspieler
- Klobučar, Jan (* 1992), slowenischer Volleyball-Nationalspieler
- Klobučar, Margareta (* 1977), kroatische Sängerin in der Stimmlage Sopran
- Klobuchar, Amy (* 1960), US-amerikanische PolitikerinAmy Klobuchar (* 1960)

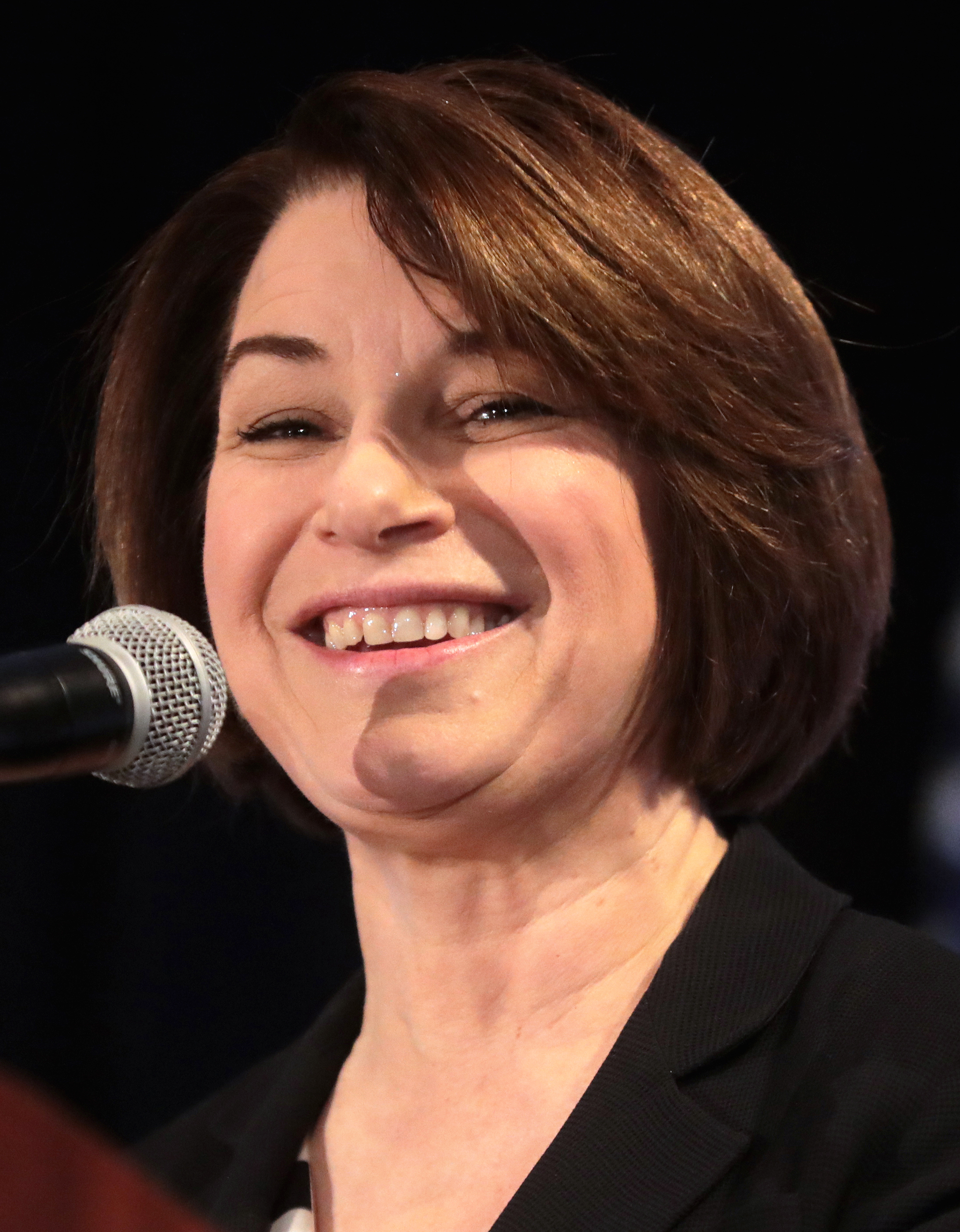
Amy Klobuchar (* 1960)

- Kłobukowska, Ewa (* 1946), polnische Leichtathletin und Olympiasiegerin
- Klobusiczky, József (1756–1826), ungarischer Politiker, Gouverneur von Fiume, Obergespan und k.k. Kämmerer
- Klobusiczky, Patricia (* 1968), deutsche Übersetzerin, Moderatorin und Lektorin
- Klobusiczky, Péter (1752–1843), Bischof der römisch-katholischen Kirche von Satu Mare (Sathmar, Erzbischof von Kalocsa)

### Kloc
- Kloc, Gerald J. (* 1948), US-amerikanischer Paläontologe
- Kloc, Izabela (* 1963), polnische Politikerin, Mitglied des Sejm
- Klocek, Joe (* 1995), australischer Filmschauspieler
- Kloch, Wilhelm (1801–1880), Landtagsabgeordneter Großherzogtum Hessen
- Klock, Ben (* 1972), deutscher Techno-Produzent und DJ
- Klock, David (* 1988), deutscher Kinderdarsteller
- Klock, Frances S. (1844–1908), amerikanische Politikerin
- Klock, Horst-Dieter (1935–2011), deutscher Theaterwissenschaftler, Filmproduktionsleiter, Kinderbuchautor und Gründer sowie mehrjähriger Leiter der Berliner Märchentage
- Klöck, Jochen (* 1965), deutscher Zeitungsjournalist und Dokumentarfilmer
- Klock, Kaspar (1583–1655), deutscher Jurist, Staatsmann und Kameralist
- Klock, Klaus (* 1965), deutscher Fußballtrainer und -spieler
- Klock, Thomas (* 1962), österreichischer Unternehmensberater, Managementtrainer und Sprecher
- Klock, Walter (* 1930), deutscher Bodybuilder
- Klocke, Arndt (* 1971), deutscher Politiker (Bündnis 90/Die Grünen), MdL
- Klocke, Daniel M. (* 1982), deutscher Rechtswissenschaftler
- Klocke, Friedrich (1847–1884), deutscher Mineraloge und Kristallograph
- Klocke, Friedrich von (1891–1960), deutscher Archivar, Privatdozent, Historiker und Genealoge
- Klocke, Fritz (1898–1978), deutscher Lehrer, Volkskundler und Heimatforscher
- Klocke, Fritz (* 1950), deutscher Ingenieur
- Klocke, Iny (* 1949), deutsche Schriftstellerin
- Klocke, Jörg (* 1960), deutscher Weitspringer
- Klocke, Piet (* 1948), deutscher Musiker, Kabarettist, Autor und SchauspielerPiet Klocke (* 1948)

Piet Klocke (* 1948)

- Klocke, Walter (1887–1965), deutscher Künstler, Gestalter von Kirchenfenstern
- Klocke, Wilhelm (1923–2012), deutscher Architekt
- Klöckener, Martin (* 1955), deutscher Liturgiewissenschaftler und Hochschullehrer
- Klöcker, Alfons (1870–1948), deutscher katholischer Theologe und Schriftsteller
- Klöcker, Anna (1895–1977), deutsche Frauenrechtlerin und Politikerin (CDU), MdL
- Klöcker, Dieter (1936–2011), deutscher Klarinettist und Dirigent
- Klöcker, Eliphius (1767–1836), deutscher Mediziner und praktischer Arzt in Köln
- Klocker, Gerhard (* 1968), österreichischer Politiker (TK), Landtagsabgeordneter in Kärnten
- Klocker, Hans, österreichischer Bildhauer der Spätgotik
- Klocker, Hubert (* 1955), österreichischer Kulturwissenschafter und Kurator
- Klöcker, Ingo (* 1937), deutscher Ingenieur, Produktdesigner, Künstler und Hochschullehrer
- Klocker, Karl (1748–1805), deutscher Benediktiner und Kanonist
- Klöcker, Katharina (* 1972), deutsche katholische Theologin und Journalistin
- Klöcker, Michael (* 1943), deutscher Autor und Lehrer
- Klöcker, Roman (* 1949), deutscher Jazzmusiker (Gitarre)
- Klocker, Verena (* 1985), österreichische Schwimmerin
- Klockhaus, Heinz-E. (* 1938), deutscher Schriftsteller und Textdichter
- Klockhaus, Ruth (* 1923), deutsche Sozialwissenschaftlerin
- Klöcking, Johannes (1883–1951), deutscher Pädagoge und Heimatforscher
- Klöckl, Heinz (* 1931), österreichischer Radrennfahrer
- Klöckler, Jürgen (* 1965), deutscher Archivar und Historiker
- Klockmann, Bruno (1892–1964), deutscher Schauspieler
- Klockmann, Dennis (* 1982), deutscher Handball-Torhüter
- Klockmann, Friedrich (1858–1937), deutscher Mineraloge
- Klöckner, Albert (1874–1957), deutscher Architekt, Teilhaber des Architekturbüros Helbig & Klöckner (1908–1927) in Köln
- Klöckner, Anja (* 1968), deutsche Klassische Archäologin
- Klöckner, Beate (* 1950), deutsche Synchronautorin und -regisseurin
- Klöckner, Bernd W. (* 1966), deutscher Autor
- Klöckner, Carolin (* 1995), deutsche Weinkönigin 2018/2019
- Klockner, Clemens (1944–2021), deutscher Gesellschaftswissenschaftler und Hochschullehrer
- Klöckner, Dieter (1935–2025), deutscher Musikwissenschaftler
- Klöckner, Dieter (* 1948), deutscher Politiker (SPD), MdL
- Klöckner, Erich (1913–2003), deutscher Flugpionier und Testpilot
- Klöckner, Florian (1868–1947), deutscher Wirtschafts-Manager und Politiker (Zentrum), MdR
- Klöckner, Gunhild (1934–2020), deutsche Lehrerin
- Klöckner, Julia (* 1972), deutsche Politikerin (CDU), MdL, MdBJulia Klöckner (* 1972)

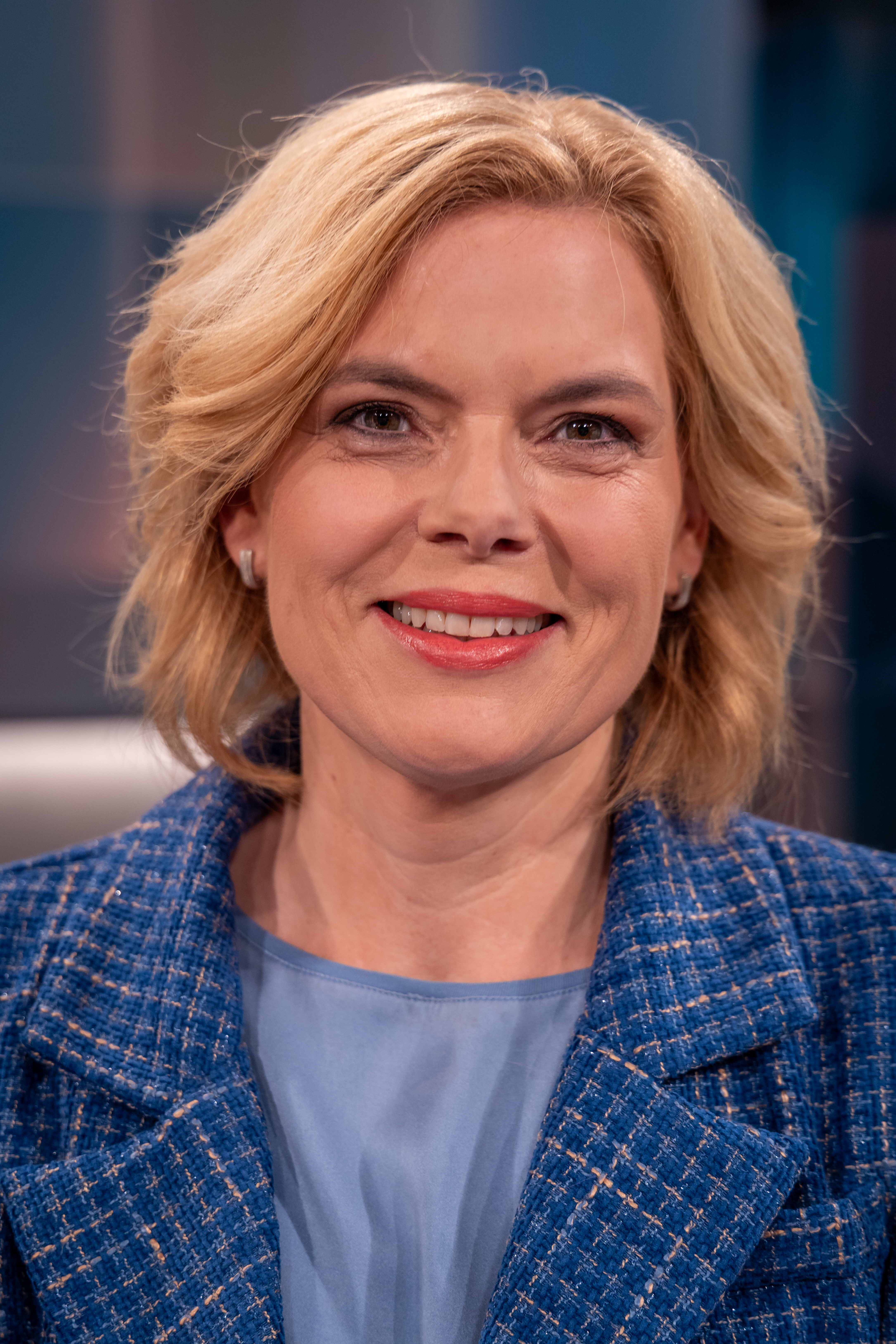
Julia Klöckner (* 1972)

- Klöckner, Karl (* 1915), deutscher Radrennfahrer
- Klöckner, Kristof (* 1956), deutscher Informatiker
- Klöckner, Michael (* 1955), deutscher Politiker (Grüne/EFA), MdEP und Journalist
- Klöckner, Peter (1863–1940), deutscher Unternehmer und IndustriellerPeter Klöckner (1863–1940)

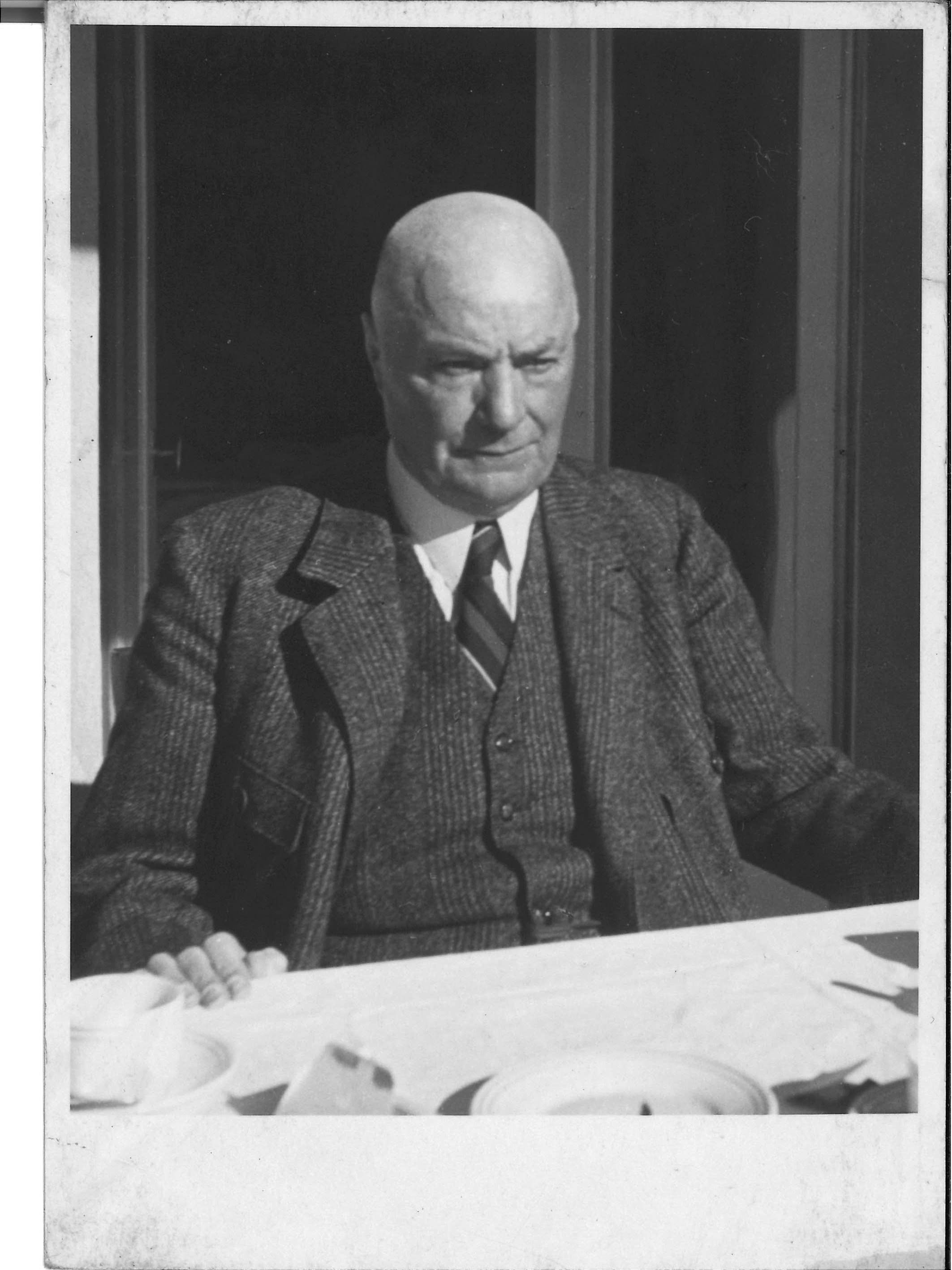
Peter Klöckner (1863–1940)

- Klöckner, Sigfrid (1929–2017), deutscher Franziskaner
- Klöckner, Simone (* 1976), deutsche Tischtennisspielerin
- Klöckner, Stefan (* 1958), deutscher Theologe, Musiker und Musikwissenschaftler
- Klöckner, Theo (* 1934), deutscher Fußballspieler
- Klöckner, Ullrich Wilhelm (* 1957), deutscher Diplomat
- Klöckner, Wolfgang (1947–2015), deutscher Fußballspieler
- Klöckner-Draga, Uwe (* 1963), deutscher Autor, Theaterregisseur und Schauspieler
- Klockow, Jörn (* 1944), deutscher Bibliothekar und Hochschullehrer
- Klocksin, Jens (* 1957), deutscher Politiker (SPD), MdL
- Klocksin, Jürgen (1932–2019), deutscher Politiker (SPD), MdL
- Klocová, Lucia (* 1983), slowakische Mittelstreckenläuferin
- Kłoczkowski, Henryk (1902–1962), polnischer Marineoffizier und U-Boot-Kommandant

### Klod
- Klöden, Andreas (* 1975), deutscher RadrennfahrerAndreas Klöden (* 1975)

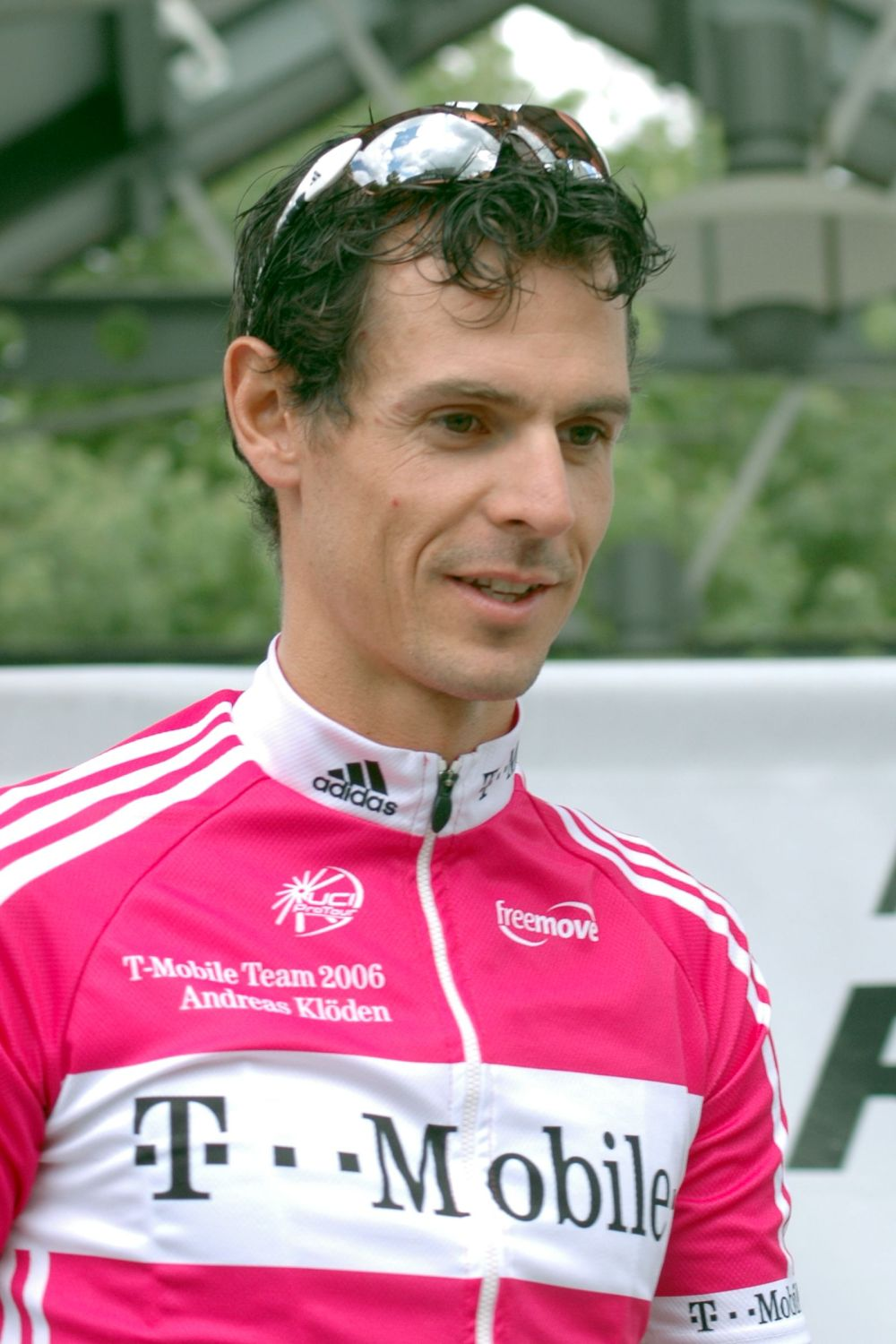
Andreas Klöden (* 1975)

- Klöden, Gustav Adolf von (1814–1885), deutscher Geograph
- Klöden, Hans Günther von (1907–1986), deutscher Schauspieler, Theaterpädagoge, Regisseur und Hochschullehrer
- Klöden, Karl Friedrich von (1786–1856), deutscher Historiker und Geograph
- Klöden, Otto (1895–1986), deutscher Erziehungswissenschaftler und schlesischer Vertriebenenfunktionär
- Klöditz, Walter (1911–1994), deutscher Kommunalpolitiker (SPD), Oberbürgermeister der Stadt Braunschweig (1972–1974)
- Klodnicki, Chris (* 1985), US-amerikanischer Pokerspieler
- Klodt, Bernhard (1926–1996), deutscher Fußballspieler
- Klodt, Claudia (* 1960), deutsche Altphilologin
- Klodt, Hans (1914–1996), deutscher Fußballspieler
- Klodt, Henning (* 1952), deutscher Wirtschaftswissenschaftler
- Klodt, Michail Petrowitsch (1835–1914), russischer Künstler
- Klodt, Olaf (* 1965), deutscher Architektur- und Kunsthistoriker sowie Journalist
- Klodwig, Bernhard (1897–1945), deutscher römisch-katholischer Geistlicher, Redemptorist und Märtyrer
- Klodwig, Ernst (1903–1973), deutscher Automobilrennfahrer
- Kłodziński, Stanisław (1918–1990), polnischer Mediziner, Widerstandskämpfer und Häftlingsarzt im KZ Auschwitz

### Kloe
- Kloeb, Frank Le Blond (1890–1976), US-amerikanischer Jurist und Politiker
- Kloebe, Friedrich (1869–1932), deutscher Konteradmiral
- Kloebe, Hans (1870–1958), deutscher Generalleutnant
- Kloeber, August von (1793–1864), deutscher MalerAugust von Kloeber (1793–1864)

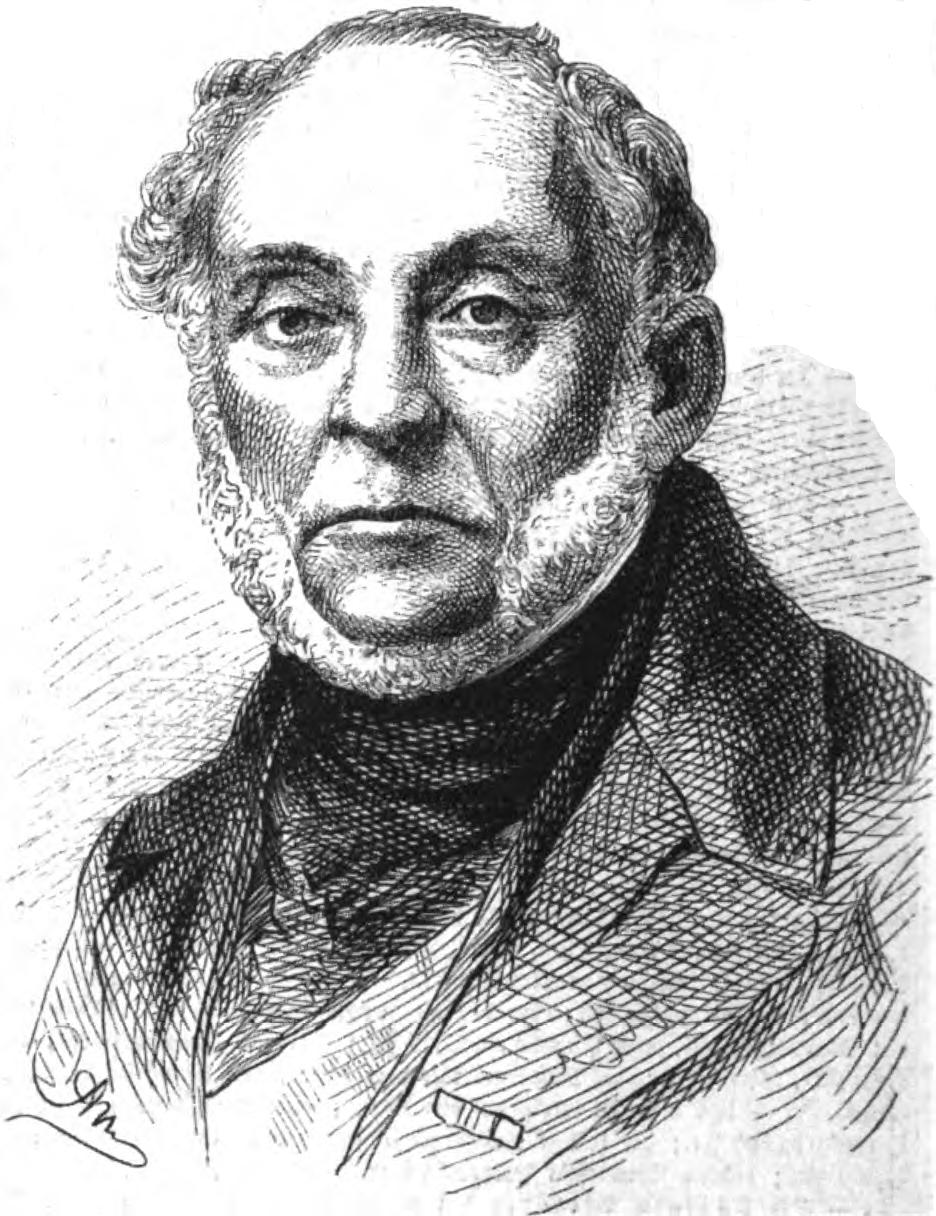
August von Kloeber (1793–1864)

- Kloeber, Wilhelm von (1906–1960), deutscher Historiker
- Kloebinger, Johann Nepomuk, deutscher Orgelbauer
- Kloeble, Christopher (* 1982), deutscher Schriftsteller und Drehbuchautor
- Kloeckner, Benedict (* 1989), deutscher Cellist
- Kloeden, Georg von (1849–1929), preußischer Generalmajor und Landtagsabgeordneter
- Kloeden, Ludwig von (1822–1898), preußischer Generalleutnant und Kommandant von Königsberg
- Kloeden, Wolfdietrich von (1932–2024), evangelischer Theologe und Philosoph
- Kloek, Els (* 1952), niederländische Historikerin und Schriftstellerin
- Kloeke, Gesinus G. (1887–1963), niederländischer Sprachforscher
- Kloempken, Tina (* 1968), deutsche Kostümbildnerin
- Kloepfer, Hans (1867–1944), österreichischer Schriftsteller und Mundartdichter
- Kloepfer, Harry (1897–1973), deutscher Chemiker
- Kloepfer, Inge (* 1964), deutsche Journalistin
- Kloepfer, Michael (* 1943), deutscher Rechtswissenschaftler
- Kloepfer, Rolf (1942–2023), deutscher Filmwissenschaftler mit Schwerpunkt Filmsemiotik
- Kloeppel, Edmund (1871–1926), deutscher Jurist und Chemiker
- Kloeppel, Gert (1900–1995), deutscher Jurist und Landrat
- Kloeppel, Otto (1873–1942), deutscher Architekt, Hochschullehrer und Offizier
- Kloeppel, Peter (1840–1902), deutscher Jurist und Politiker (DFP), MdHdA, MdR
- Kloeppel, Peter (* 1958), deutscher JournalistPeter Kloeppel (* 1958)

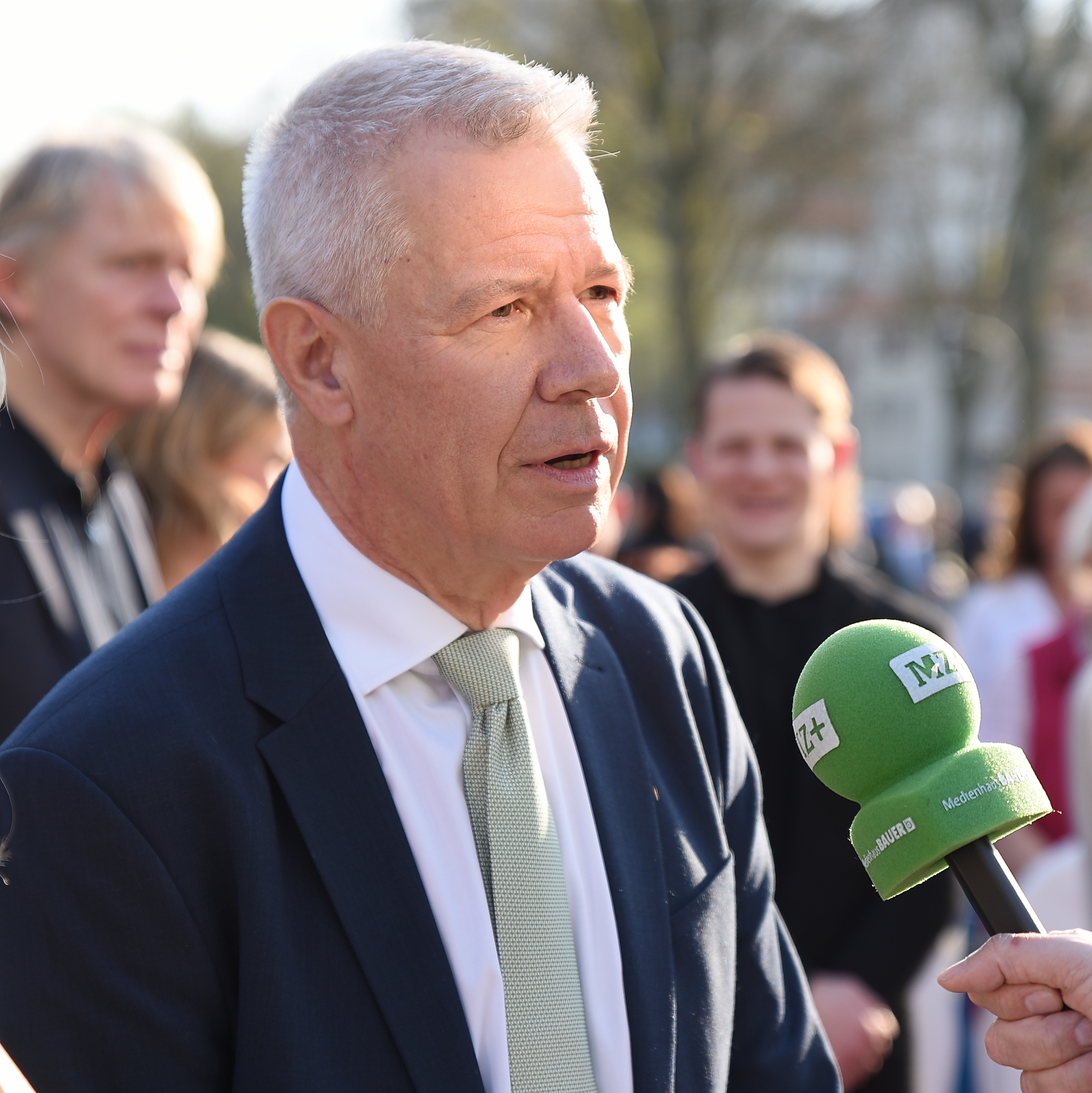
Peter Kloeppel (* 1958)

- Kloerss, Sophie (1866–1927), deutsche Schriftstellerin
- Kloetzel, Jennifer, US-amerikanische Cellistin und Musikpädagogin
- Kloetzer, Laurent (* 1975), französischer Schriftsteller
- Kloetzli, Hans (1891–1931), Schweizer Historiker und Journalist
- Kloevekorn, Fritz (1885–1964), deutscher Historiker und Studienprofessor

### Klof
- Klofáč, Václav (1868–1942), tschechischer Politiker und Redakteur
- Klöffler, Hermann (1837–1916), Mitglied des Kurhessischen Kommunallandtages
- Klöffler, Johann Friedrich (1725–1790), deutscher Komponist
- Kloft, Christian (1867–1938), deutscher Politiker
- Kloft, Christoph (* 1962), deutscher Schriftsteller
- Kloft, Hans (* 1939), deutscher Althistoriker
- Kloft, Helmut (1891–1955), Politiker Rheinland-Pfalz
- Kloft, Jannik (* 1988), deutscher Schauspieler
- Kloft, Matthias Theodor (1959–2024), deutscher römisch-katholischer Geistlicher, Theologe und Kirchenhistoriker
- Kloft, Michael (* 1961), deutscher Journalist, Fernsehautor, TV-Produzent und Regisseur

### Kloh
- Klohe, Hans-Werner (* 1970), deutscher Tänzer und Choreograph
- Klohmann, Peter (* 1986), deutscher Jazzmusiker (Tenorsaxophon, Bandleader)
- Klöhn, Lars (* 1976), deutscher Rechtswissenschaftler und Hochschullehrer
- Klohr, Olof (1927–1994), deutscher marxistischer Philosoph in der DDR
- Klohs, Udo (* 1953), deutscher Fußballspieler
- Klohß, Hans (1879–1954), deutscher Maler
- Klohss, Johann Ludwig (1770–1825), deutscher Mediziner

### Kloi
- Kloiber, Alexandra (* 1989), österreichische Schauspielerin, Sprecherin und Autorin
- Kloiber, Ämilian (1910–1989), österreichischer Anthropologe und Ornithologe
- Kloiber, Herbert (* 1947), österreichischer Medienunternehmer
- Kloiber, Julia (* 1986), österreichische Digitalisierungs-Expertin
- Kloiber, Manfred (* 1962), deutscher freiberuflicher Journalist zu den Themen IT- und Internet
- Kloiber, Rudolf (1899–1973), deutscher Dirigent und Musikschriftsteller
- Kloidt, Heinrich (1905–1970), deutscher Wirtschaftswissenschaftler
- Kloimstein, Doris (* 1959), österreichische Schriftstellerin
- Kloimstein, Josef (1929–2012), österreichischer Ruderer
- Kloimstein, Lothar (1919–1984), österreichischer Jurist und Fußballfunktionär

### Klok
- Klok, Hans (* 1969), niederländischer ZauberkünstlerHans Klok (* 1969)

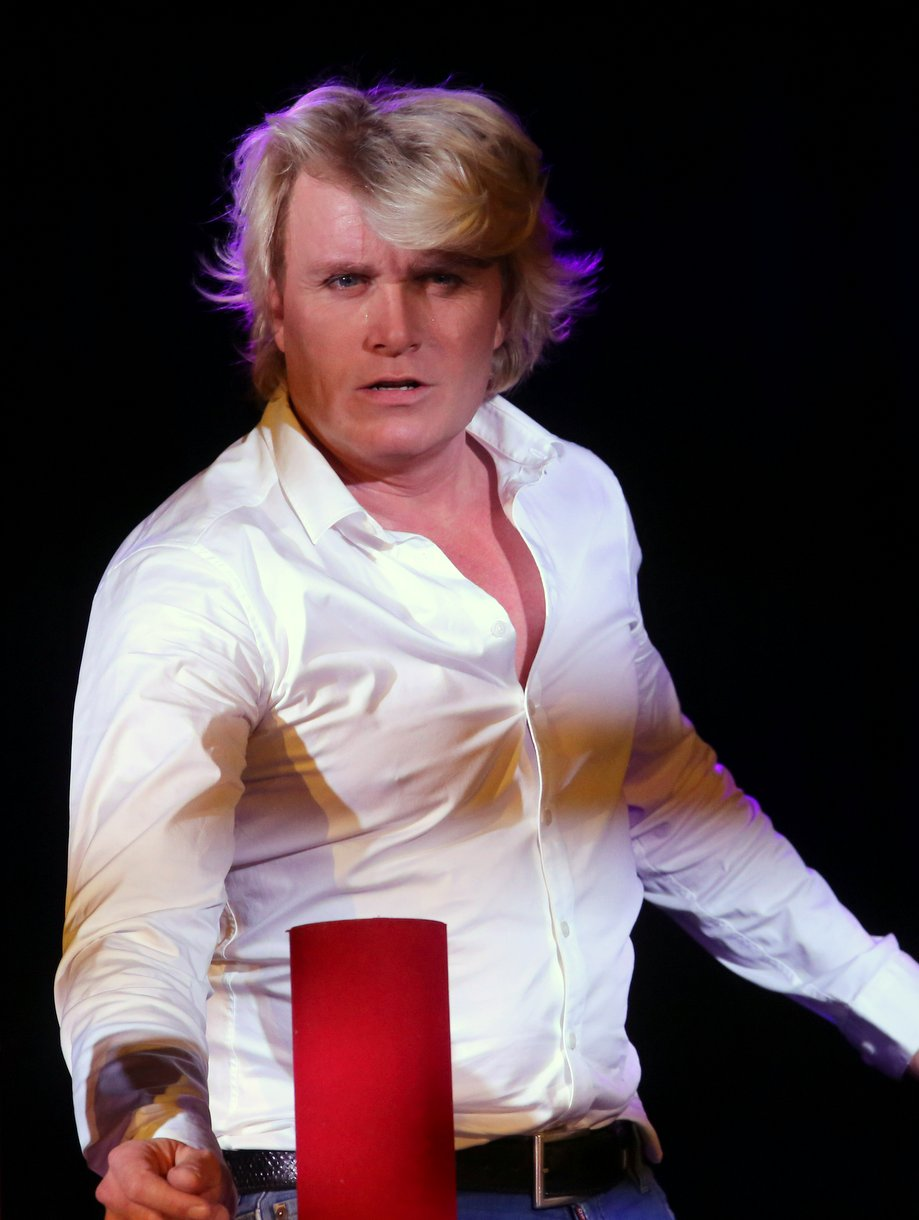
Hans Klok (* 1969)

- Klok, Jeffrey (* 1998), niederländischer Volleyballspieler
- Klok, Marc (* 1993), niederländischer Fußballspieler
- Klok, Marko (* 1968), niederländischer Volleyball- und Beachvolleyballspieler
- Klokatschowa, Jelena Nikandrowna (1871–1943), russische bzw. sowjetische Malerin
- Kloke, Eberhard (* 1948), deutscher Dirigent und Komponist
- Kloke, Jerusha (* 1988), deutsche Schauspielerin
- Kloke, Martin (* 1959), deutscher Gymnasiallehrer und Sachbuchautor
- Kloke-Eibl, Friedel (* 1941), deutsche Tanzpädagogin und Choreografin
- Klokočka, Vladimír (1929–2009), tschechischer Jurist
- Klokov, Igor (* 1994), klassischer Gitarrist und Musikpädagoge
- Klokow, Dmitri Wjatscheslawowitsch (* 1983), russischer Gewichtheber
- Klokow, Maik (* 1965), deutscher Musical- und Theaterproduzent
- Klokow, Till (1900–1970), deutsche Schauspielerin und Synchronsprecherin
- Klokow, Wjatscheslaw Iwanowitsch (* 1959), sowjetischer Gewichtheber

### Klom
- Klomann, Johannes (* 1976), deutscher Politiker (SPD), MdL
- Klombeck, Johann Bernhard (1815–1893), deutscher Landschaftsmaler
- Klomdee, Orranut (* 1980), thailändische Leichtathletin
- Klomfar, Helmut (* 1939), österreichischer Unternehmer und Politiker (ÖVP), Abgeordneter zum Nationalrat, Mitglied des Bundesrates
- Klomhuß, Günter (1959–2025), deutscher Fußballspieler
- Klomp, Albert († 1688), niederländischer Maler und Zeichner
- Klomp, Birgit (* 1940), deutsche Schwimmerin
- Klomp, Carmen (* 1975), australische Ruderin
- Klomp, Carsten (* 1965), deutscher Kirchenmusiker, Komponist und Hochschullehrer
- Klomp, Johannes Franziskus (1865–1946), deutscher Architekt
- Klomp, Ulla (* 1945), deutsche Schriftstellerin und Künstlerin
- Klompé, Marga (1912–1986), niederländische Politikerin, MdEP
- Klompenhouwer, Therese (* 1983), niederländische Karambolagespielerin

### Klon
- Klonarides, Carole Ann (* 1951), US-amerikanische Kuratorin, Hochschullehrerin und Videokünstlerin
- Klonaridis, Viktoras (* 1992), belgischer Fußballspieler
- Klonek, Roman (* 1969), Illustrator und Druckgrafiker
- Kloner, Amos (1940–2019), israelischer Archäologe
- Klonisch, Helene (1937–2018), deutsche Tischtennisspielerin
- Klonk, Charlotte (* 1965), deutsche Kunsthistorikerin
- Klonk, Erhardt (1898–1984), deutscher Maler und Glasmaler
- Klonk, Erhardt Jakobus (1932–2024), deutscher Maler und Glasmaler
- Klönne, Arno (1931–2015), deutscher Soziologe und Politikwissenschaftler
- Klönne, August (1849–1908), deutscher Ingenieur und Unternehmer
- Klönne, Carl (1850–1915), deutscher Bankier
- Klönne, Gisa (* 1964), deutsche SchriftstellerinGisa Klönne (* 1964)

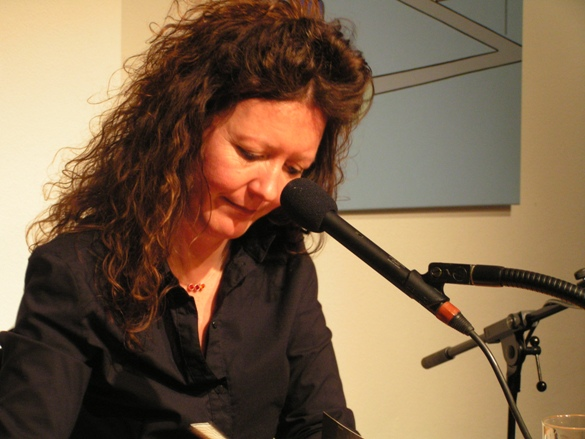
Gisa Klönne (* 1964)

- Klönne, Hugo (1845–1894), deutscher Stilllebenmaler
- Klönne, Moritz (1878–1962), deutscher Ingenieur, Stahlbau-Unternehmer und Politiker (DVP, DNVP), MdR
- Klonovsky, Michael (* 1962), deutscher Schriftsteller und Journalist
- Klonowic, Sebastian Fabian (1545–1602), polnischer Satiriker
- Klonowski, Henry Theophilus (1898–1977), US-amerikanischer Geistlicher, Weihbischof in Scranton
- Klöntrup, Johann Aegidius (1755–1830), deutscher Jurist, Sprach- und Heimatforscher
- Klonz, Christiane (* 1969), deutsche Pianistin und Komponistin

### Kloo
- Kloock, Daniela (* 1958), deutsche Medienwissenschaftlerin
- Kloock, Josef (1935–2023), deutscher Betriebswirt
- Kloocke, Kurt (1937–2021), deutscher Romanist
- Klook, Carsten (* 1959), deutscher Schriftsteller
- Kloos, Andreas (* 1969), deutscher Theaterregisseur, Autor und Schauspieldozent
- Kloos, Barbara Maria (* 1958), deutsche Schriftstellerin
- Kloos, Basina (* 1940), deutsche Ordensschwester
- Kloos, Elimar (1908–1991), deutscher Boxer
- Kloos, Franziska (* 1941), deutsche Ordensfrau
- Kloos, Gerhard (1906–1988), deutscher Psychiater und NS-Euthanasietäter
- Kloos, Johan Herman (1842–1901), deutsch-niederländischer Geologe, Mineraloge und Paläontologe
- Kloos, Laura (* 1990), deutsche Singer-Songwriterin
- Kloos, Luise (* 1955), österreichische bildende Künstlerin, Ausstellungsgestalterin und Kulturvermittlerin
- Kloos, Mona (* 1983), deutsche Schauspielerin und Tänzerin
- Kloos, Robert (* 1958), deutscher Beamter (Staatssekretär)
- Kloos, Rudolf M. (1926–1982), deutscher Historiker
- Kloos, Stefan (* 1968), deutscher Filmproduzent und Autor
- Kloos, Werner (1909–1990), deutscher Kunsthistoriker und Museumsdirektor
- Kloos, Willem (1859–1938), niederländischer Dichter
- Klooss, Adrian (* 2001), deutscher Volleyballspieler
- Klooss, Reinhard (* 1954), deutscher Spielfilmproduzent, Autor und Regisseur
- Klooß, Rolf-Dieter (1945–2021), deutscher Politiker (SPD), MdHB
- Klooß, Wolfgang (* 1948), deutscher Anglist
- Klooster, Jan Antonius (1911–1990), niederländischer Ordensgeistlicher, römisch-katholischer Bischof von Surabaya
- Klooster, Rigard van (* 1989), niederländischer Bahnradsportler
- Klooster, Tine van (1894–1945), niederländische Literaturwissenschaftlerin, Verlegerin und Widerstandskämpferin im Zweiten Weltkrieg
- Kloosterboer, Lorena (* 1962), niederländisch-argentinische Künstlerin
- Kloosterboer, Marcela (* 1983), argentinische Filmschauspielerin
- Kloosterhuis, Jürgen (* 1950), deutscher Archivar und Historiker
- Kloosterman, Hendrik (1900–1968), niederländischer Mathematiker

### Klop
- Klop, Carl (1804–1840), deutscher lutherischer Theologe
- Klop, Dirk (1906–1939), niederländischer GeheimdienstoffizierDirk Klop (1906–1939)

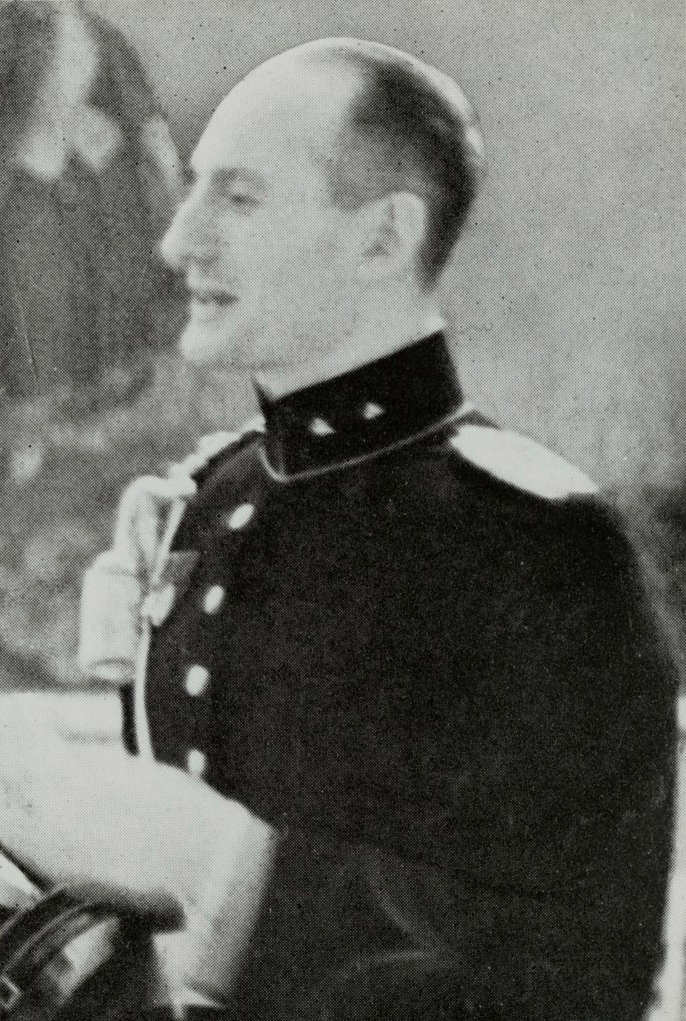
Dirk Klop (1906–1939)

- Klopas, Frank (* 1966), US-amerikanischer Fußballspieler und -trainer
- Klopčič, Lara (* 2001), slowenische Fußballspielerin
- Klopcic, Marian (* 1992), österreichischer Handballspieler
- Klopf, Elisabeth (* 1980), österreichische Volleyball- und Beachvolleyballspielerin
- Klöpf, Friedrich (1922–2009), deutscher Fußballspieler
- Klopfenstein Broggini, Delphine (* 1976), Schweizer Politikerin (Grüne)
- Klopfenstein, Clemens (* 1944), Schweizer Filmemacher und Autor
- Klopfenstein, Eduard (* 1938), Schweizer Japanologe und Hochschullehrer
- Klopfenstein, Hervé (* 1957), Schweizer Dirigent, Flötist und Musikpädagoge
- Klopfenstein, Martin Alfred (1931–2016), Schweizer evangelisch-reformierter Theologe und Alttestamentler
- Klopfenstein, Scott (* 1977), US-amerikanischer Musiker, Mitglied der Ska-Band Reel Big Fish
- Klopfenstein, Willy (1921–2002), Schweizer Skispringer
- Klopfer, Bruno (1900–1971), Psychoanalytiker, Klinischer Psychologe, Rorschachtest-Spezialist, Verleger und Hochschullehrer
- Klopfer, Dieter (1949–2008), deutscher Motorenentwickler
- Klöpfer, Eugen (1886–1950), deutscher SchauspielerEugen Klöpfer (1886–1950)

Eugen Klöpfer (1886–1950)

- Klopfer, Gerhard (1905–1987), deutscher Jurist und Ministerialdirektor in der Parteikanzlei der NSDAP während der Zeit des NationalsozialismusGerhard Klopfer (1905–1987)

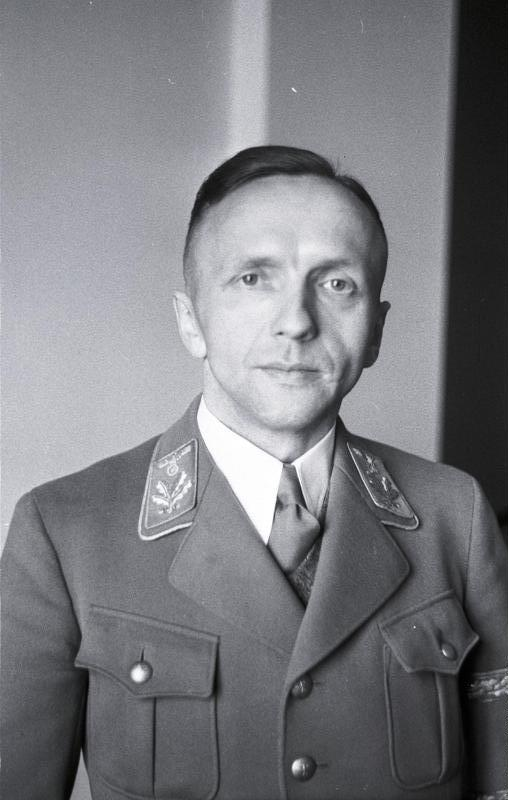
Gerhard Klopfer (1905–1987)

- Klopfer, Goetz (* 1942), US-amerikanischer Geher deutscher Herkunft
- Klopfer, Heini (1918–1968), deutscher Architekt, Skispringer
- Klopfer, Heinz (1919–2011), deutscher Politiker (SED), Wirtschaftsfunktionär der DDR
- Klöpfer, Hubert (* 1951), deutscher Verleger
- Klopfer, Matthias (* 1968), deutscher Politiker (SPD)
- Klopfer, Paul (1876–1967), deutscher Architekt, Baubeamter, Fachautor und Fachschullehrer
- Klopfer, Sonya (* 1934), US-amerikanische Eiskunstläuferin
- Klöpfer, Wladimir (1875–1936), russlanddeutscher römisch-katholischer Geistlicher und Märtyrer
- Klopfleisch, Friedrich (1831–1898), deutscher Archäologe, Prähistoriker und Kunsthistoriker
- Klopfleisch, Margarete (1911–1982), deutsche Malerin und Bildhauerin
- Klophaus, Richard (* 1965), deutscher Betriebswirtschaftler und Professor für Allgemeine Betriebswirtschaftslehre, Verkehrswirtschaft und Logistik
- Klophaus, Rudolf (1885–1957), deutscher Architekt
- Klophaus, Ute (1940–2010), deutsche Fotografin
- Klopić, Zijad (* 1967), bosnischer Turbo-Folk-Sänger und Produzent
- Klopietz, Franz (1908–2003), deutscher Maler und Bildhauer
- Klopmann, André (* 1961), Schweizer Journalist und Schriftsteller
- Klopmann, Friedrich von (1787–1856), deutschbaltischer Landmarschall
- Klopmann, Johann Ernst von (1725–1786), kurländischer Kanzler und Landhofmeister
- Klopmeyer, Gerhard (1882–1959), deutscher Standesbeamter und Heimatforscher
- Klopotan, Franjo (* 1938), jugoslawischer bzw. kroatischer Maler, Zeichner und Grafiker
- Klopotek, Felix (* 1974), deutscher Journalist und Autor
- Klopotenko, Jewhen (* 1986), ukrainischer Koch, Gastrosoph und Aktivist
- Klopow, Dmitri Igorewitsch (* 1989), russischer Eishockeyspieler
- Klopp, Ingrid (1943–2024), deutsche Politikerin (CDU), MdL
- Klopp, Jürgen (* 1967), deutscher Fußballspieler und -trainerJürgen Klopp (* 1967)

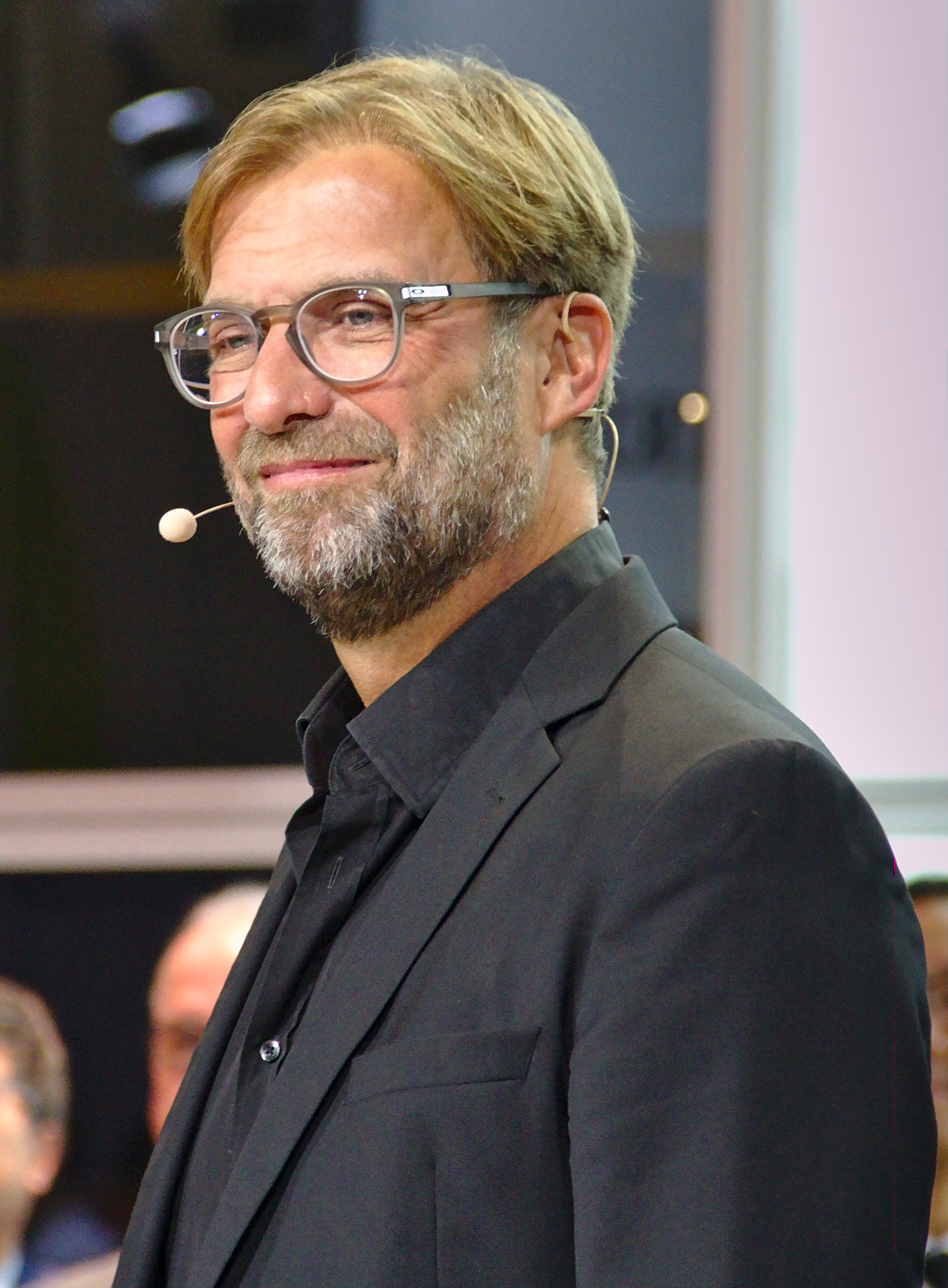
Jürgen Klopp (* 1967)

- Klopp, Nico (1894–1930), luxemburgischer Maler
- Klopp, Onno (1822–1903), deutsch-österreichischer Publizist und Historiker
- Kloppe, Hans-Joachim (* 1948), deutscher Geher
- Klöppel, Jutta (1931–2019), deutsche Schauspielerin, Hörspielsprecherin, Sängerin und Tänzerin
- Klöppel, Kurt (1901–1985), deutscher Bauingenieur
- Klöppel, Renate (* 1948), deutsche Schriftstellerin
- Kloppenborg, John S. (* 1951), kanadischer Religionswissenschaftler und Hochschullehrer
- Kloppenburg, Bonaventura (1919–2009), deutsch-brasilianischer Bischof
- Kloppenburg, Heinrich (1903–1986), deutscher evangelisch-lutherischer Theologe
- Kloppenburg, Jacobus (* 1930), niederländischer Künstler
- Kloppenburg, Josef (* 1954), deutscher Musikwissenschaftler und Musikpädagoge
- Kloppenburg, Mirjam (* 1966), niederländische Tischtennisspielerin
- Klöpper, Albert (1828–1905), protestantischer Theologe
- Klöpper, Daniela (* 1978), deutsche Handballspielerin und -trainerin
- Klöpper, Friedrich Wilhelm (1812–1876), deutscher Kaufmann
- Klopper, Fritz (1889–1929), deutscher Musikpädagoge und Komponist
- Klöpper, Guido (1968–2014), deutscher Handballspieler und -trainer
- Klöpper, Joe (* 2002), deutscher Fußballspieler
- Klöpper, Patrick (* 1994), deutscher Eishockeyspieler
- Klöpper, Rita (* 1944), deutsche Politikerin (CDU), MdL
- Kloppers, Heinrich (1891–1944), deutscher Widerständler gegen das NS-Regime
- Kloppers, Jacobus (* 1937), südafrikanischer Organist und Musikwissenschaftler
- Kloppich, Iris (* 1953), deutsche Historikerin und Gewerkschafterin
- Kloppmann, Jens (* 1969), deutscher Konzeptkünstler
- Kloppmann, Otto (1902–1988), deutscher Leiter der Politischen Abteilung im KZ Dachau und KZ Majdanek
- Klopprogge, Axel, deutscher Fernsehproduzent, Marketing-Manager, Markenberater sowie Entwickler für Radio- und TV-Formate
- Kloppstech, Klaus (1939–2021), deutscher Botaniker
- Klopreis, Johann († 1535), Prediger der Täufer in Münster
- Klopsch, Christiane (* 1990), deutsche Leichtathletin
- Klopsch, Hartmut (1944–2022), deutscher Bildhauer
- Klöpsch, Helmut (1939–2019), deutscher Biathlet
- Klopsch, Kurt (1905–1989), deutscher Schauspieler, Kabarettist, Hörspiel- und Synchronsprecher
- Klopsch, Otto (1886–1941), deutscher Schauspieler und Sänger bei Bühne und Film sowie ein Theaterregisseur
- Klopsch, Paul (1920–2012), deutscher Mittellateiner
- Klöpsch, Volker (* 1948), deutscher Sinologe und Übersetzer
- Klopstock, Friedrich Gottlieb (1724–1803), deutscher Autor und Dichter
- Klopstock, Margareta (1728–1758), deutsche Schriftstellerin

### Klor
- Klör, Johann (1751–1818), deutscher Obstbauer, Imker, Leinenweber und Kleinbauer
- Klör, Sascha (* 1985), deutscher Tennisspieler
- Klor-Berchtold, Michael (* 1957), deutscher Diplomat
- Klora, Norbert (* 1955), deutscher Künstler

### Klos
- Klos, Elmar (1910–1993), tschechischer Drehbuchautor und Filmregisseur
- Klos, Fabian (* 1987), deutscher FußballspielerFabian Klos (* 1987)

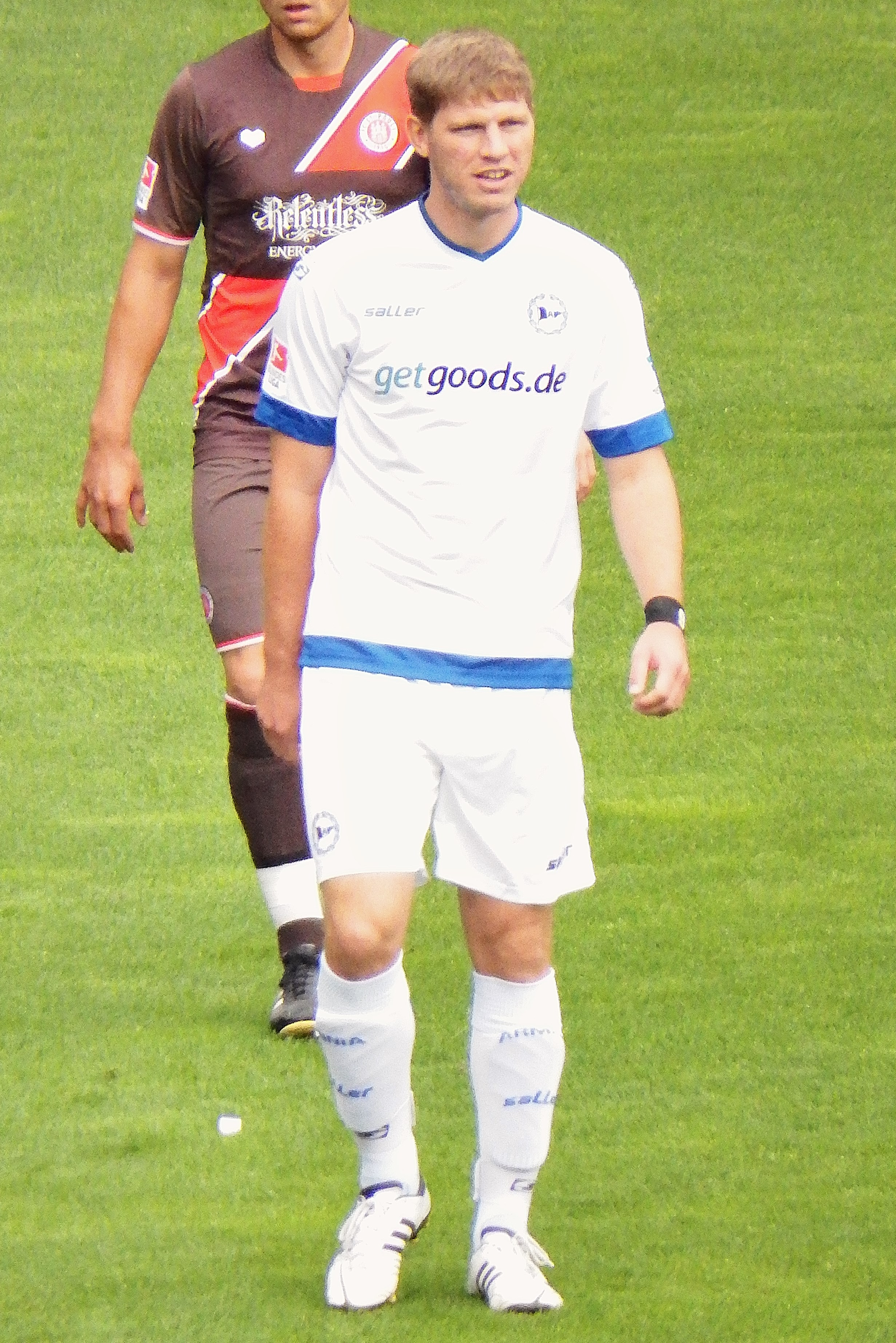
Fabian Klos (* 1987)

- Klös, Heinz-Georg (1926–2014), deutscher Veterinärmediziner und Zoodirektor
- Klos, Joachim (1931–2007), deutscher Glaskünstler und Grafiker
- Klos, Joseph (1870–1938), katholischer Geistlicher und Politiker, MdR
- Klos, Marcel (* 1988), deutscher Fußballfunktionär
- Klos, Nadine, deutsche Freestyle-Frisbee-Spielerin
- Kłos, Romuald (* 1956), polnischer Schauspieler
- Klos, Rudi (1927–1995), deutscher Fotograf
- Klos, Rüdiger (* 1960), deutscher Politiker (AfD), MdL
- Klos, Stefan (* 1971), deutscher FußballtorwartStefan Klos (* 1971)

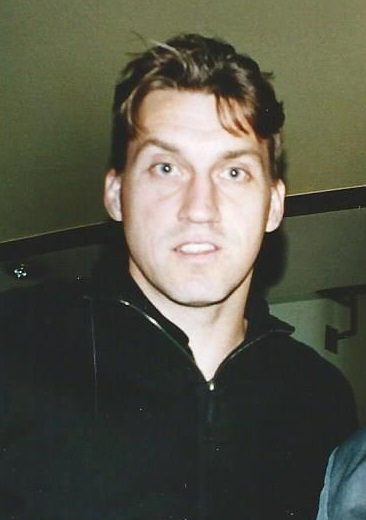
Stefan Klos (* 1971)

- Kłos, Tomasz (* 1973), polnischer Fußballspieler
- Klosa-Kückelhaus, Annette (* 1966), deutsche Sachbuchautorin und Mitglied der Dudenredaktion
- Klösch, Bernadette (* 1969), österreichische Diplomatin und Botschafterin für Lettland
- Kloschinski, Reinhard (* 1955), deutscher Fußballspieler
- Klose, Adolf (1844–1923), deutscher Maschinenbau- bzw. Eisenbahningenieur
- Klose, Alfred (1895–1953), deutscher Mathematiker
- Klose, Alfred (1904–1975), deutscher Politiker (Zentrum, CDU), MdL
- Klose, Alfred (1928–2015), österreichischer Politik- und Sozialwissenschaftler, Christlicher Sozialethiker
- Klose, Alfred (1934–2019), deutscher Gewerkschafter und Leiter der DGB-Bundesschule Springe
- Klose, Annika (* 1992), deutsche Politikerin (SPD) und Sozialwissenschaftlerin
- Klose, Antonín Jaroslav (1861–1906), tschechischer Schriftsteller
- Klose, Artur (* 1971), deutscher Künstler und Kurator
- Klose, August (1791–1872), Oberbürgermeister der Stadt Karlsruhe
- Klose, Bob (* 1945), britischer Fotograf und Gitarrist
- Klose, Carl (1891–1988), US-amerikanischer Ruderer
- Klose, Carl Wilhelm (1803–1865), deutscher Mediziner
- Klose, Cäsar (1813–1879), deutscher Richter und Parlamentarier
- Klose, Dagmar (* 1944), deutsche Geschichtsdidaktikerin
- Klose, Daniel (* 1979), deutscher Dartspieler
- Klose, Dennie (* 1979), deutscher Fernsehmoderator, Comedian und Kommunalpolitiker (SPD)
- Klose, Dietrich O. A. (* 1955), deutscher Numismatiker
- Klose, Dirk (* 1965), deutscher Künstler und Kunsthistoriker
- Klose, Erich (1926–2019), deutscher Handballspieler und -trainer
- Klose, Fabian (* 1976), deutscher Historiker
- Klose, Florian (1846–1913), deutscher Grundbesitzer und Politiker (Zentrum), MdR
- Klose, Frank (1958–2015), deutscher Journalist und Sachbuchautor
- Klose, Franz (1887–1978), deutscher Mediziner
- Klose, Friedrich (1862–1942), deutscher Komponist und Musikpädagoge
- Klose, Friedrich Wilhelm, Stadtarzt in Heilbronn und baden-durlachscher Leibarzt
- Klose, Friedrich Wilhelm (1805–1875), deutscher Maler
- Klose, Gotthard (1933–2023), deutscher Physiker
- Klose, Hans (1880–1963), deutscher Gymnasiallehrer und Naturschutzfunktionär
- Klose, Hans-Helmut (1916–2003), deutscher Marineoffizier, zuletzt Admiral und Befehlshaber der Flotte
- Klose, Hans-Ulrich (1935–2022), deutscher Politiker (CDU), MdL
- Klose, Hans-Ulrich (1937–2023), deutscher Politiker (SPD), MdHB, MdBHans-Ulrich Klose (1937–2023)

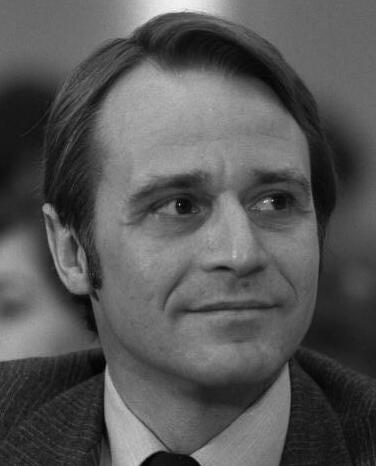
Hans-Ulrich Klose (1937–2023)

- Klose, Harald (* 1945), deutscher Fußballspieler
- Klose, Heiner (1937–2004), deutscher Fußballspieler
- Klose, Heinrich († 1651), deutscher Kirchenlieddichter
- Klose, Heinrich (1879–1968), deutscher Chirurg und Hochschullehrer in Danzig und Ost-Berlin
- Klose, Heinz (1928–2005), deutscher Fußballspieler
- Klose, Helmut (1904–1987), deutsches Mitglied der Bruderschaft der Vagabunden
- Klose, Hermann (1858–1940), deutscher Organist und Musikdirektor
- Klose, Holger (* 1972), deutscher Hammerwerfer
- Klosé, Hyacinthe (1808–1880), französischer Instrumentenbauer und Komponist
- Klose, Josef (* 1947), polnischer Fußballspieler
- Klose, Kai (* 1973), deutscher Politiker (Die Grünen), MdL
- Klose, Karl Franz (1897–1984), deutscher Fotograf
- Klose, Karl Ludwig (1791–1863), deutscher Mediziner und Historiker
- Klose, Karl Rudolf Wilhelm (1804–1873), deutscher lutherischer Theologe und Bibliothekar
- Klose, Katrin (* 1990), deutsche Komponistin
- Klose, Konrad (1866–1924), deutscher Pfarrer und schlesischer Lokalhistoriker
- Klose, Kordula (* 1955), deutsche Bildhauerin
- Klose, Lieselotte (1918–2010), deutsche Malerin
- Klose, Margarete (1899–1968), deutsche Opernsängerin (Alt)
- Klose, Markus (* 1964), deutscher Kolumnist und Herausgeber
- Klose, Martin (* 1957), deutscher Theologe, Moraltheologe, Rektor der Katholischen Hochschule Mainz
- Klose, Mathilde (1892–1942), deutsche Gewerkschafterin
- Klose, Miroslav (* 1978), deutscher Fußballspieler und -trainerMiroslav Klose (* 1978)

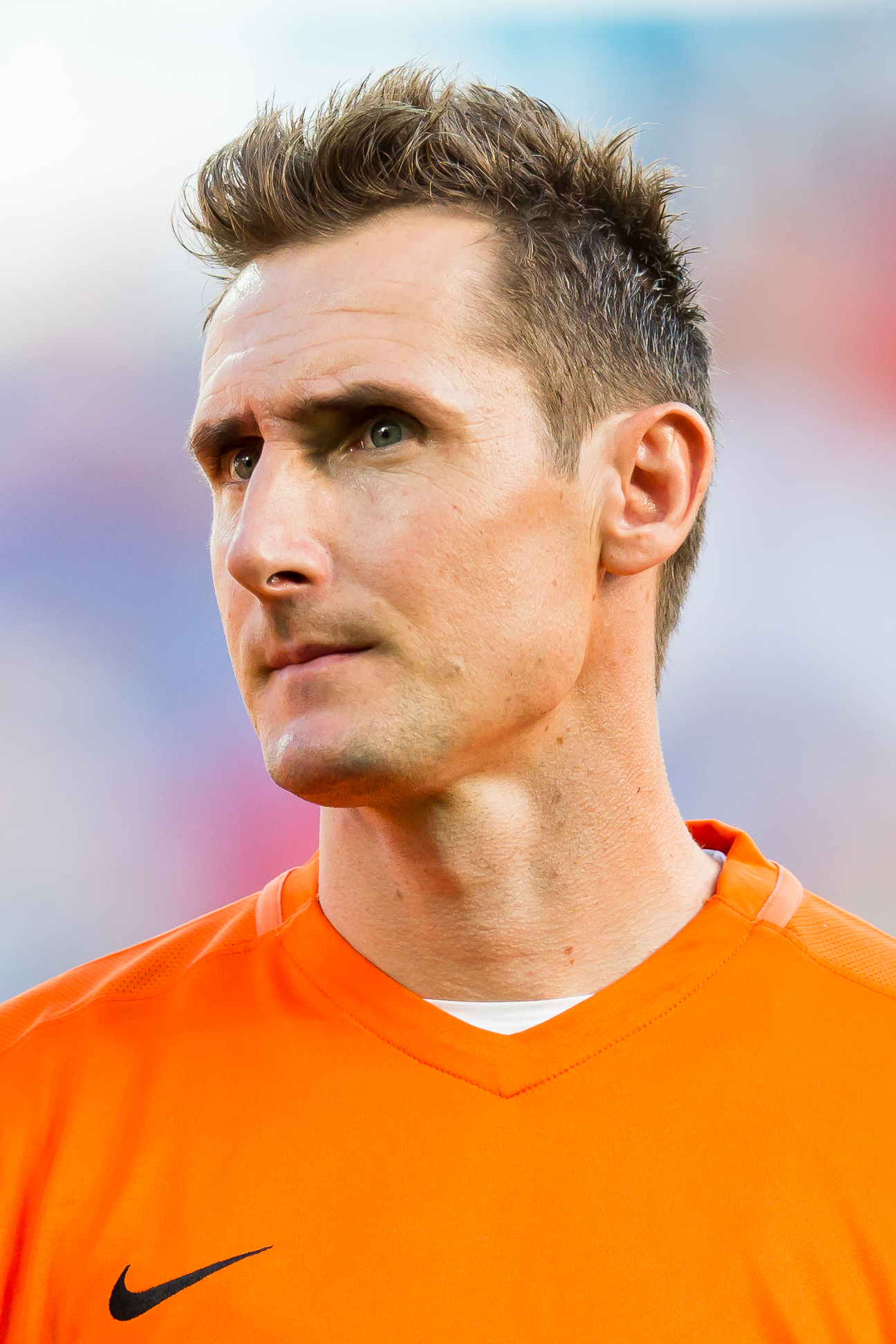
Miroslav Klose (* 1978)

- Klose, Nico (* 1987), deutscher Kommunalpolitiker (parteilos)
- Klose, Odo (1932–2020), deutscher Industriedesigner und Hochschulprofessor
- Klose, Olaf (1903–1987), deutscher Kunsthistoriker und Bibliothekar
- Klose, Oliver Karl (* 1972), deutscher Jurist
- Klose, Olivier (1860–1933), österreichischer Gymnasiallehrer und Archäologe
- Klose, Oscar (1859–1924), deutscher Komponist
- Klose, Oskar (1926–1976), deutscher Sportmoderator im Hörfunk
- Klose, Peter (1953–2014), deutscher Politiker (NPD), MdL
- Klose, Regina (* 1953), deutsche Fußballspielerin
- Klose, Rudolf (1910–1976), deutscher Maler
- Klose, Samuel Benjamin (1730–1798), deutscher Geschichtsforscher, Buchautor und Lehrer
- Klose, Sepp (1925–2000), deutscher Filmregisseur, Drehbuchautor, Film- und Theaterschauspieler
- Klose, Sigemund (1623–1702), markgräflich-badischer Leib- und Hofmedicus
- Klose, Timm (* 1988), Schweizer FussballspielerTimm Klose (* 1988)

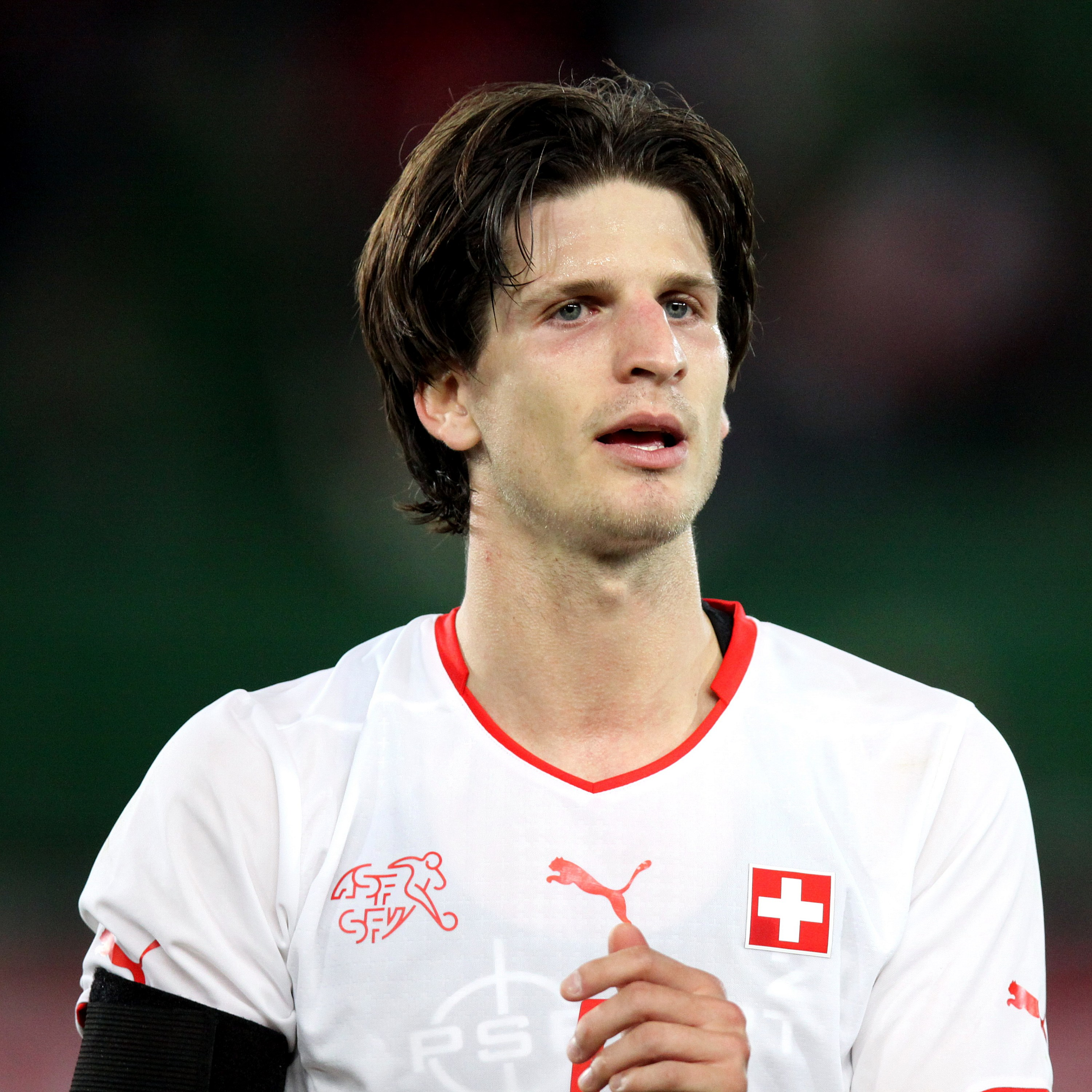
Timm Klose (* 1988)

- Klose, Tobias, deutscher Drehbuchautor, Sprecher, Regisseur und Schauspieler
- Klose, Ulrich (* 1957), deutscher Journalist, Reporter und Studioleiter
- Klose, Walter (1879–1973), deutscher Architekt
- Klose, Walter (1921–2003), deutscher Maler
- Klose, Werner (1923–1987), deutscher Lehrer und Autor
- Klose, Wilhelm (1830–1914), deutscher Kunstmaler und Mäzen
- Klose, Wolfgang (1930–2022), deutscher Physiker, Hochschullehrer und Experte für japanische Kunstgeschichte
- Klose-Greger, Hanna (1892–1973), deutsche Malerin, Grafikerin und Schriftstellerin
- Kłosek, Krzysztof (* 1978), polnischer Sänger
- Klösel, Sandra (* 1979), deutsche Tennisspielerin
- Kloser, Dennis (* 1991), österreichischer Fußballspieler
- Kloser, Harald (* 1956), österreichischer Filmkomponist, Filmproduzent und Drehbuchautor
- Klöser, Rosa Maria (* 1996), deutsche Radrennfahrerin
- Klöser, Wilfried (1938–2019), deutscher Ingenieur und Mitglied der Volkskammer der DDR
- Klösges, Sigrid (1938–2000), deutsche Politikerin (SPD), MdL
- Klosi, Ardian (1957–2012), albanischer Publizist und Übersetzer
- Klosi, Bilbil (1915–1978), albanischer kommunistischer Politiker
- Kłosiewicz, Wiktor (1907–1992), polnischer Politiker, Mitglied des Sejm (PZPR), Staatssekretär
- Kłosiewicz, Władysław (* 1955), polnischer Cembalist, Dirigent und Musikpädagoge
- Kłosińska, Krystyna (* 1952), polnische Literaturhistorikerin und Literaturkritikerin
- Kłosiński, Edward (1943–2008), polnischer Kameramann
- Klosinski, Gunther (* 1945), deutscher Psychiater und Künstler
- Kłosiński, Krzysztof (* 1951), polnischer Literaturhistoriker, Literaturkritiker und Übersetzer
- Kloska, Adolf (1920–1964), österreichischer Bildhauer
- Kloske, Wilhelm Atanazy (1852–1925), deutsch-polnischer Weihbischof des Bistums Gnesen-Posen
- Kłosowicz, Stanisław (1906–1955), polnischer Radsportler, nationaler Meister im Radsport
- Kłosowski, Krzysztof (* 1975), polnischer Politiker (Ruch Palikota), Mitglied des Sejm
- Kłosowski, Roman (1929–2018), polnischer Schauspieler
- Kłosowski, Sławomir (* 1964), polnischer Politiker, Mitglied des Sejm
- Kloss, Alfons M. (* 1953), österreichischer Diplomat
- Kloss, Cecil Boden (1877–1949), britischer Zoologe
- Kloß, Elisabeth (1897–1970), deutsche Archivarin und Historikerin in Danzig und Stuttgart
- Kloss, Eric (* 1949), US-amerikanischer Jazzmusiker (Tenorsaxofonist)
- Kloss, Erich (1879–1964), Jurist und Kommunalpolitiker
- Kloss, Erich (1889–1964), deutscher Buchautor
- Kloss, Ernst (1897–1945), deutscher Kunsthistoriker
- Kloß, Ernst (1907–1933), deutscher Boxer
- Kloss, Frederik Theodor (1802–1876), dänischer Marinemaler deutscher Abstammung
- Kloß, Georg (1787–1854), deutscher Arzt, Sammler von Bibliografien und Historiker
- Kloß, Georg Theodor, deutscher Orgelbauer in Weißenfels
- Kloss, Gerrit (* 1961), deutscher Altphilologe
- Kloss, Hans (1905–1986), österreichischer Bankdirektor
- Kloss, Hans (1938–2018), deutscher Maler und Grafiker
- Kloss, Heike (* 1968), deutsche Theater-, Musical- und Fernsehschauspielerin
- Kloss, Heinz (1904–1987), deutscher Sprachwissenschaftler
- Kloss, Henry (1929–2002), US-amerikanischer Designer
- Kloss, Hermann (1931–2001), deutscher Orgelbauer
- Kloss, Ilana (* 1956), südafrikanische Tennisspielerin und Tennisfunktionärin
- Kloß, Johann Jacob Conrad (1799–1878), deutscher Jurist und Politiker der Freien Stadt Frankfurt
- Kloß, Karl (1847–1908), deutscher Gewerkschafter und Politiker (SPD), MdR
- Kloss, Karlie (* 1992), US-amerikanisches ModelKarlie Kloss (* 1992)

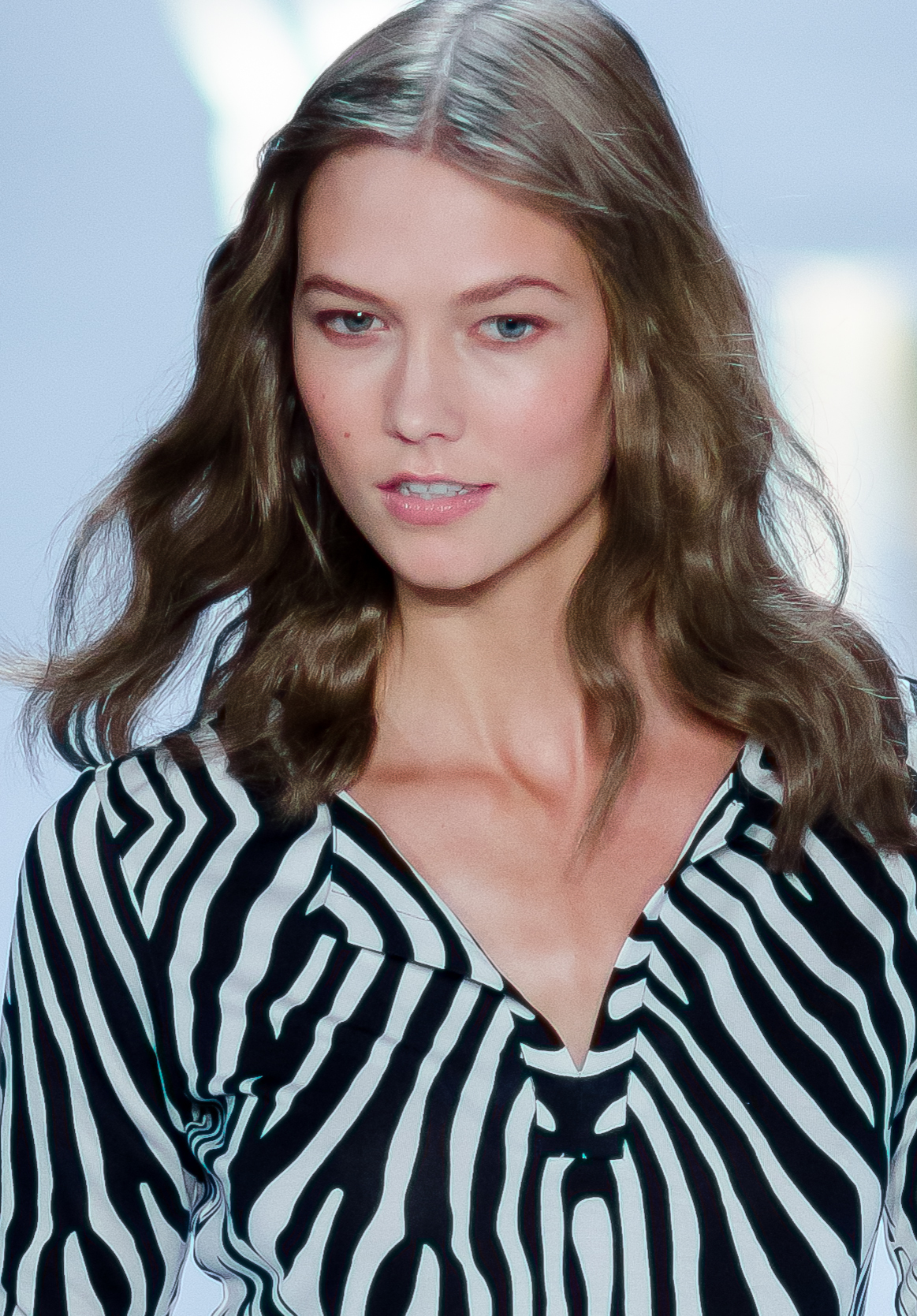
Karlie Kloss (* 1992)

- Kloss, Katharina (1867–1945), deutsche Lehrerin und Politikerin (DDP)
- Kloss, Marco (* 1973), deutscher Schlagersänger
- Kloss, Maria (* 1940), deutsche Malerin
- Kloss, Max (1873–1961), deutscher Elektroingenieur und Hochschullehrer
- Kloss, Michael (* 1959), deutscher Autor und Regisseur
- Kloss, Moritz (1818–1881), deutscher Pädagoge und Turnlehrer
- Kloss, Paul (1848–1918), sächsischer Oberst, Philatelist und Redakteur
- Kloss, Rainer (* 1973), deutscher Basketballtrainer und ehemaliger -spieler
- Kloss, Reinhard (* 1957), Brigadegeneral Außer Dienst
- Kloß, Richard (1867–1934), deutscher Jurist und Präsident des Reichsfinanzhofs
- Kloss, Robert (1889–1950), österreichischer Maler
- Kloss, Sebastian (* 1975), deutscher Basketballspieler
- Kloß, Stefan (* 1979), deutscher Spieleautor
- Kloß, Stefanie (* 1984), deutsche SängerinStefanie Kloß (* 1984)

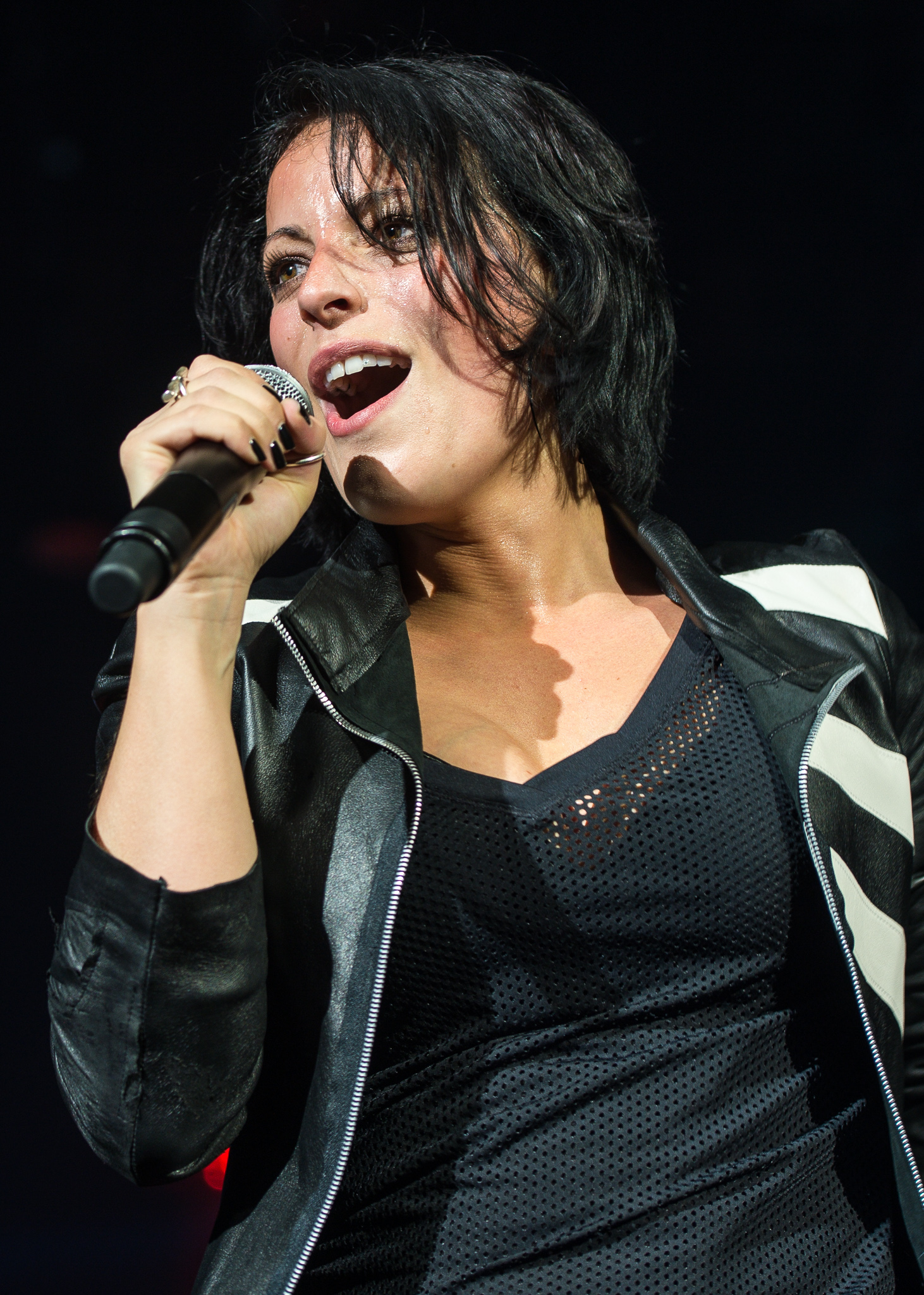
Stefanie Kloß (* 1984)

- Kloss, Thomas (* 1956), österreichischer Kameramann
- Kloß, Thomas (* 1965), deutscher Journalist
- Kloss, Thomas (* 1965), deutscher Fußballspieler
- Kloss, Tim (* 2004), deutscher Fußballspieler
- Klossek, Marcus (* 1968), deutscher Fusion- und Jazzmusiker (Gitarre, Komposition)
- Klossek, Susann (* 1966), deutsche Schriftstellerin, Journalistin, Malerin und Bloggerin
- Klossner, Frantiček (* 1960), Schweizer Multimediakünstler und Kunstdozent
- Klossner, Stephan (* 1981), Schweizer Fußballschiedsrichter
- Klossowska, Baladine (1886–1969), französische Malerin
- Klossowski, Erich (1875–1949), deutscher Kunsthistoriker
- Klossowski, Pierre (1905–2001), französischer Schriftsteller, Übersetzer und Maler
- Kloster Aasen, Kristin (* 1961), norwegische Rechtsanwältin und Sportfunktionärin
- Kloster, Doris, US-amerikanische Fotografin, Redakteurin und Filmemacherin
- Kloster, Knut (1929–2020), norwegischer Unternehmer
- Kloster, Line (* 1990), norwegische Leichtathletin
- Kloster, Rike (* 1990), deutsche Schauspielerin
- Klosterberg, Brigitte (* 1960), deutsche Historikerin und Bibliothekarin
- Klostergaard, Kasper (* 1983), dänischer Radrennfahrer
- Klosterhalfen, Konstanze (* 1997), deutsche LeichtathletinKonstanze Klosterhalfen (* 1997)

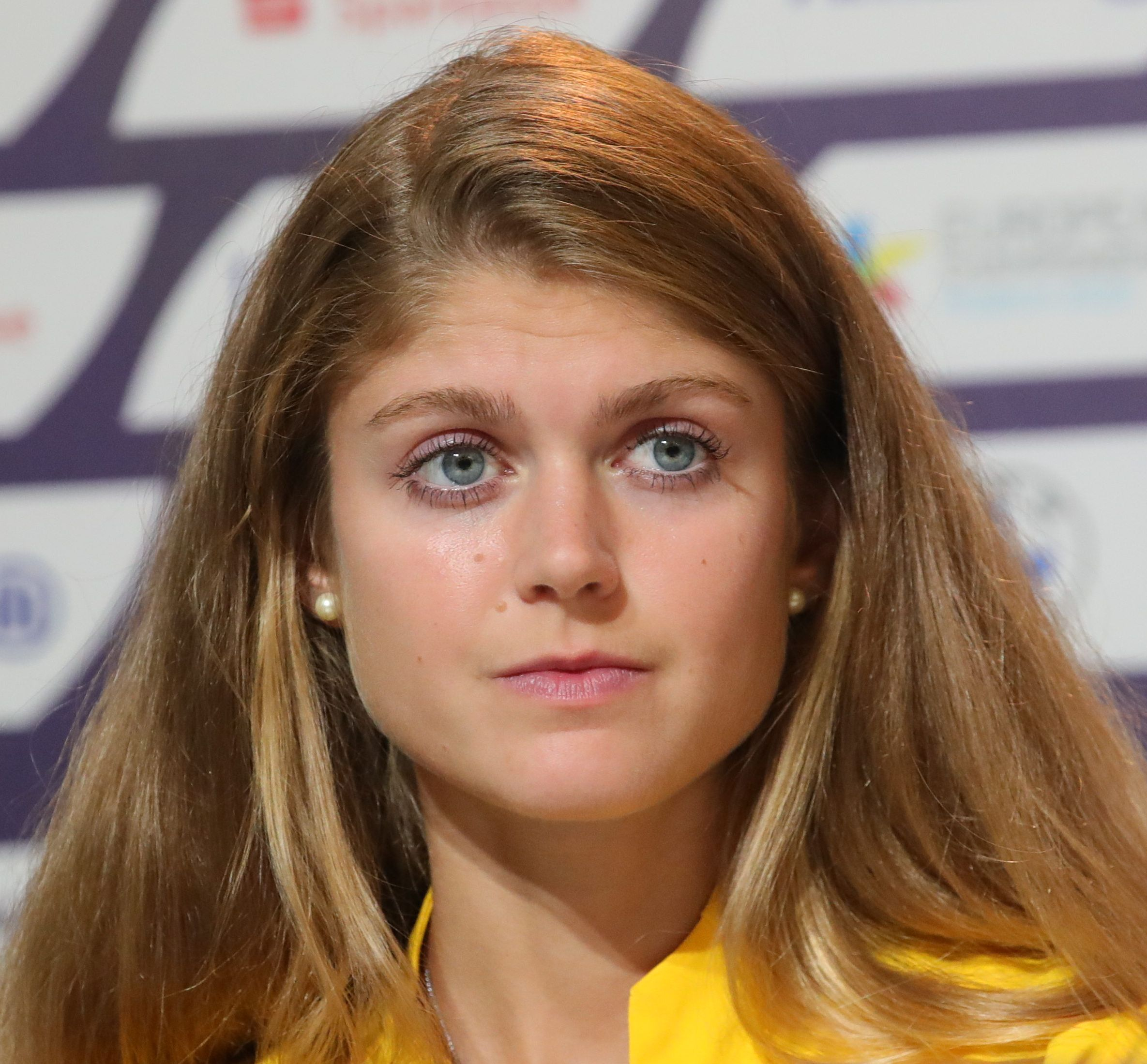
Konstanze Klosterhalfen (* 1997)

- Klosterkamp, Thomas (* 1965), katholischer Ordensgeistlicher und Vizerektor der ordenseigenen Hochschule der Oblaten (OMI) in San Antonio/Texas
- Klosterkemper, Bernhard (1897–1962), deutscher Offizier, zuletzt Generalmajor im Zweiten Weltkrieg
- Klosterkemper, Heinrich (1902–1976), deutscher Verwaltungsjurist und Landrat
- Klosterkemper, Horst (* 1938), deutscher Manager und Sportfunktionär
- Klosterkötter, Joachim (* 1946), deutscher Psychiater und Psychotherapeut
- Klostermaier, Klaus (* 1933), deutscher Indologe
- Klosterman, Chuck (* 1972), US-amerikanischer Journalist und Autor
- Klostermann, Alfred (1900–1945), deutscher Politiker (NSDAP), MdR
- Klostermann, August (1837–1915), protestantischer Theologe
- Klostermann, Eckard (1870–1958), deutscher Buchhändler und Verleger
- Klostermann, Erich (1870–1963), deutscher evangelischer Theologe, Neutestamentler und Hochschullehrer
- Klostermann, Ferdinand (1907–1982), österreichischer römisch-katholischer Theologe
- Klostermann, Heinrich (1868–1953), deutscher Ingenieur und Manager der Montanindustrie
- Klostermann, Heinz-Gerd (1943–2021), deutscher Fußballspieler
- Klostermann, Helena (1918–2003), deutsche Schauspielerin, Autorin und Verlegerin
- Klostermann, Helene (1858–1935), deutsche Pädagogin
- Klostermann, Henning (* 1938), deutscher Geograph und Politiker (SPD), MdL
- Klostermann, Hermann (* 1839), deutscher Wilderer
- Klostermann, Josef (1950–2018), deutscher Geologe
- Klostermann, Julius (1826–1900), deutscher Kaufmann und schwedisch-norwegischer Generalkonsul in Messina
- Klostermann, Karel (1848–1923), tschechischer und deutscher Schriftsteller
- Klostermann, Lisa (* 1999), deutsche Fußballtorhüterin
- Klostermann, Lukas (* 1996), deutscher FußballspielerLukas Klostermann (* 1996)

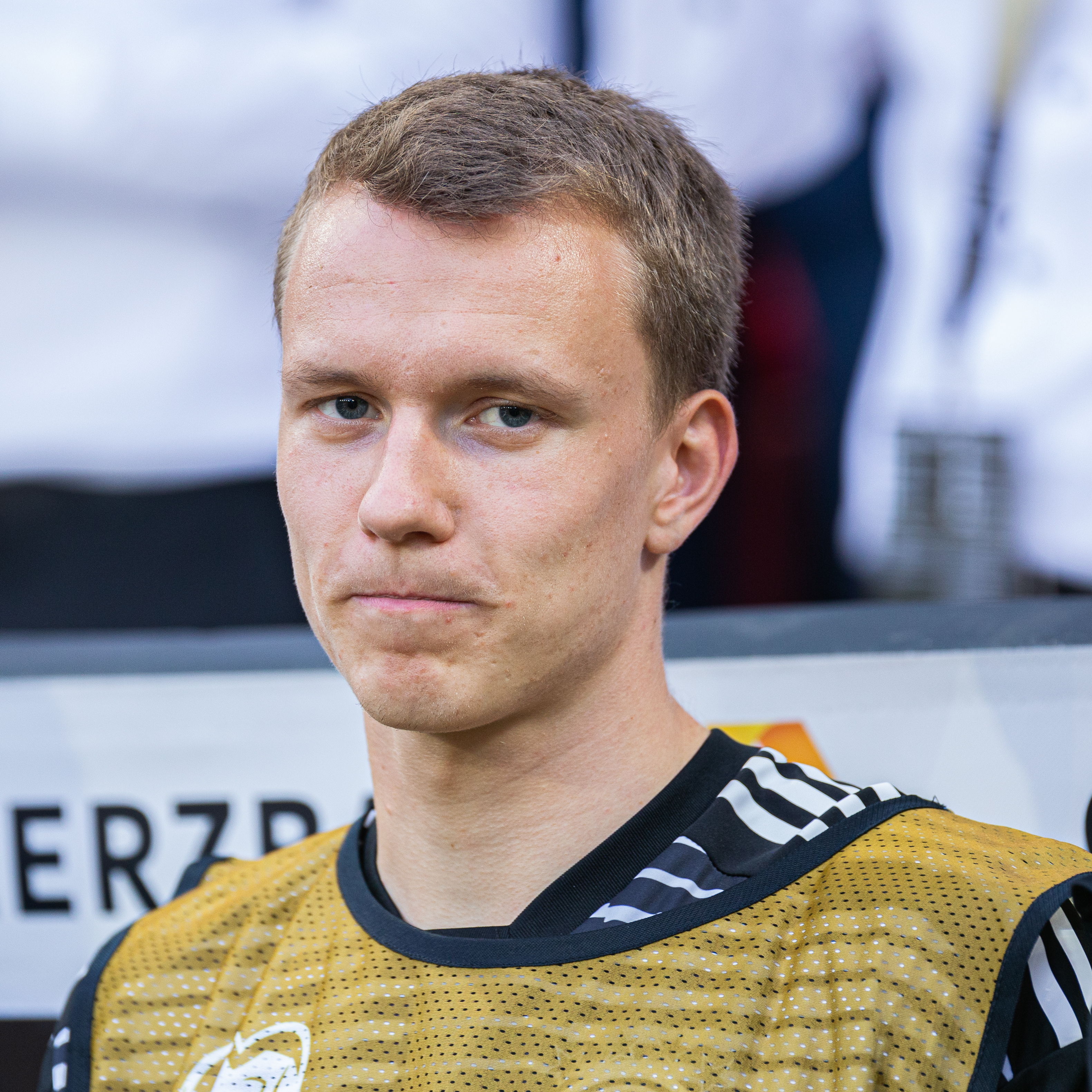
Lukas Klostermann (* 1996)

- Klostermann, Marius (* 1983), deutscher American-Football-Spieler
- Klostermann, Michael (* 1962), deutscher Blasorchesterdirigent
- Klostermann, Rudolf (1828–1886), deutscher Bergrechtler und Hochschullehrer
- Klostermann, Therese (1913–1944), österreichische Arbeiterin und Widerstandskämpferin gegen den Nationalsozialismus
- Klostermann, Vittorio (1901–1977), deutscher Verleger
- Klostermann, Vittorio Eckard (* 1950), deutscher Verleger
- Klostermann, Wilhelm (1898–1979), deutscher Kommunalpolitiker (NSDAP)
- Klostermann, Zora (* 1987), deutsche Theater- und Filmschauspielerin
- Klostermayr, Matthias (1736–1771), deutscher Anführer einer RäuberbandeMatthias Klostermayr (1736–1771)

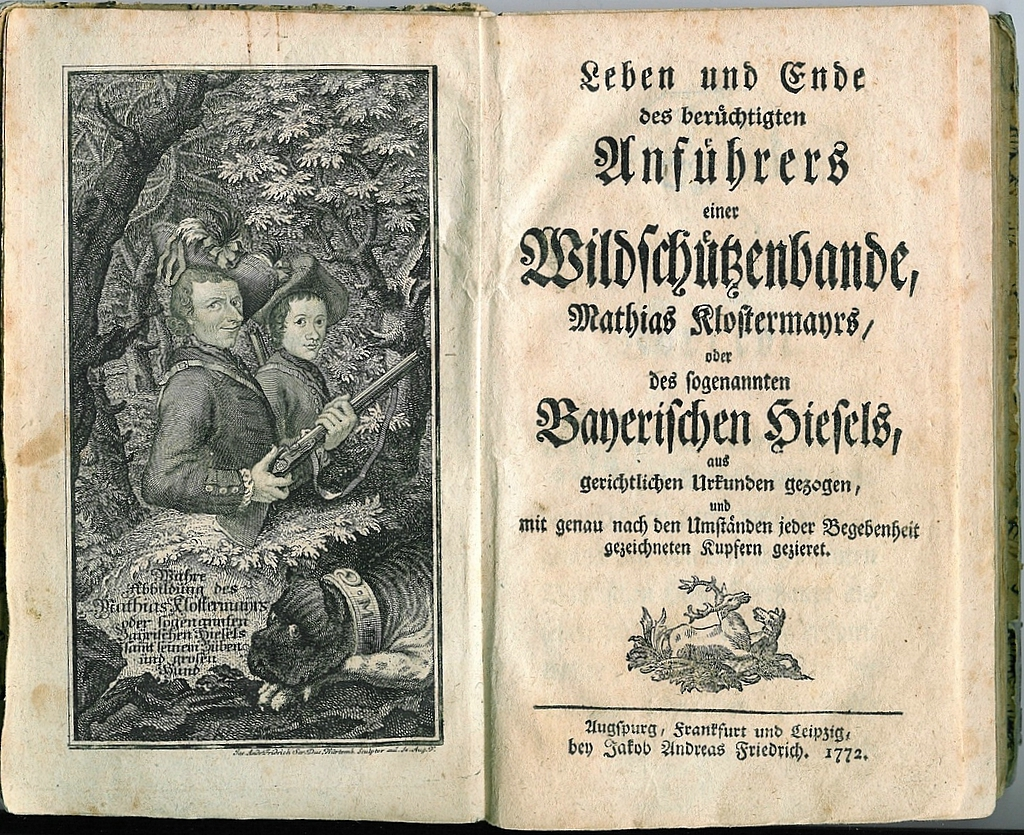
Matthias Klostermayr (1736–1771)

- Klostermeier, Birgit (* 1960), deutsche Theologin
- Klostermeier, Karl-Heinz (1936–2002), deutscher Rundfunkintendant
- Klostermeier, Maximilian, dänisch-deutscher Pokerspieler
- Klostermeyer, Henning (* 1933), deutscher Lebensmittelchemiker
- Klösters, Sabine (* 1960), deutsche Leichtathletin
- Klösz, György (1844–1913), Fotograf der in Österreich und Ungarn tätig war

### Klot
- Klot, Gustav Reinhold von (1780–1855), deutschbaltischer Theologe
- Klot, Marion von (1897–1919), deutsch-baltische evangelische Märtyrerin
- Klot, Woldemar von (1827–1888), russischer Generalleutnant und Flügeladjutant deutschbaltischer Abstammung
- Kloten, Norbert (1926–2006), deutscher Wirtschaftswissenschaftler
- Klöter, Henning (* 1969), deutscher Sinologe und Linguist
- Kloter, Karl (1911–2002), Schweizer Schriftsteller
- Klöter, Philipp (1891–1961), deutscher Maler
- Kloter, Theodor (1916–1990), Schweizer Politiker (LdU)
- Klötgen, Frank (* 1968), deutscher Autor, Slam-Poet und Musiker
- Kloth, Emil (1864–1942), deutscher Gewerkschafter und Nationalist
- Kloth, Friedrich August (* 1925), deutscher Redakteur und Autor
- Kloth, Heinrich (1848–1918), niederdeutscher Autor
- Kloth, Jürgen (1940–2019), deutscher Schauspieler, Hörspielsprecher und Regisseur
- Kloth, Jürgen (* 1947), deutscher Handballtrainer
- Kloth, Maria (1895–1988), deutsche Schauspielerin und Sängerin
- Klöti, Eduard (* 1925), Schweizer Handballspieler
- Klöti, Emil (1877–1963), Schweizer Politiker, Ständerat
- Klöti, Jean-Luc (* 1999), Schweizer Unihockeyspieler
- Klöti, Martin (* 1954), Schweizer Politiker
- Klöti, Melanie (* 1997), Schweizer Unihockeyspielerin
- Klöti, Rudolf (1926–2011), Schweizer Augenarzt und Pionier der Ophthalmologie
- Klöti, Ulrich (1943–2006), Schweizer Politikwissenschaftler
- Klots, Alexander Barrett (1903–1989), US-amerikanischer Entomologe, Lepidopterologe und Sachbuchautor
- Klotsch, Andreas (* 1937), deutscher Schriftsteller und literarischer Übersetzer
- Klotsche, Johannes (1895–1965), deutscher Verwaltungsbeamter und Präsident des Evangelisch-Lutherischen Landeskonsistoriums Sachsen
- Klotschko, Diana (* 1963), ukrainische Kunsthistorikerin
- Klotschko, Ljubow (* 1959), ukrainische Marathonläuferin
- Klotschko, Wiktorija (* 1992), ukrainische Leichtathletin
- Klotschkowa, Jana (* 1982), ukrainische SchwimmerinJana Klotschkowa (* 1982)

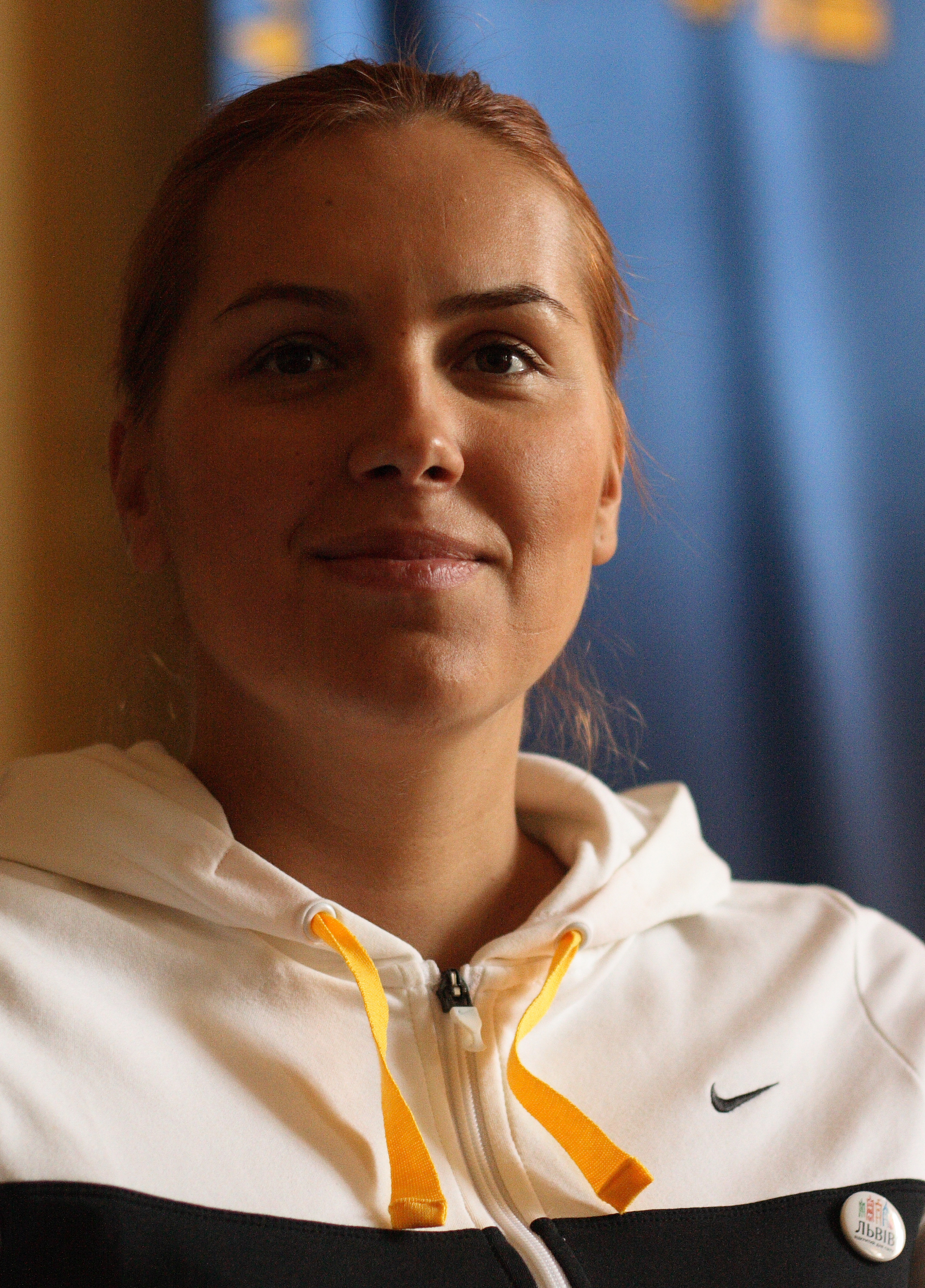
Jana Klotschkowa (* 1982)

- Klotschurak, Stepan (1895–1980), ukrainischer Rechtsanwalt, Journalist und Politiker
- Klotter, Christoph (1956–2023), deutscher Ernährungsexperte und
- Klotter, Gerhard (* 1955), deutscher Polizeipräsident
- Klotter, Karl (1901–1984), deutscher Ingenieurwissenschaftler und Bauingenieur
- Klotz, Aegidius (1733–1805), Geigenbauer in Mittenwald
- Klotz, Alain (* 1947), französischer Astronom und Asteroidenentdecker
- Klotz, Albert (1812–1894), deutscher Lehrer für Gehörlose
- Klotz, Albert (1911–1998), deutscher Sanitätsoffizier
- Klotz, Alfred (1874–1956), deutscher klassischer Philologe
- Klotz, Almut (1962–2013), deutsche Musikerin und AutorinAlmut Klotz (1962–2013)

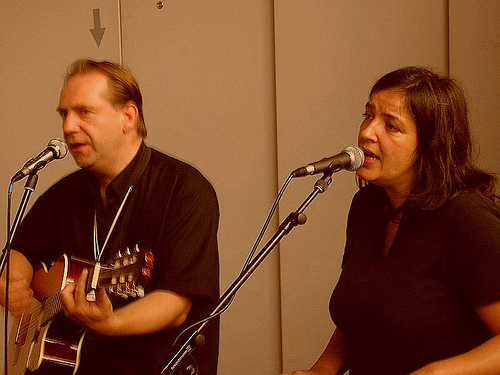
Almut Klotz (1962–2013)

- Klotz, Anton (* 1952), deutscher Kommunalpolitiker
- Klotz, Arnold (* 1940), österreichischer Stadtplaner und Vizerektor
- Klotz, August (1857–1925), deutscher Politiker und Oberbürgermeister
- Klotz, Bernd (* 1958), deutscher Fußballspieler
- Klotz, Caspar (1774–1847), deutscher Zeichner, Miniatur- und Porträtmaler
- Klotz, Christian Adolph (1738–1771), deutscher Philologe
- Klotz, Christoph (1979–2010), deutscher Eishockeyspieler
- Klotz, Clemens (1886–1969), deutscher Architekt
- Klotz, Edgar (* 1927), deutscher Fußballspieler
- Klotz, Edmund (1855–1929), österreichischer Bildhauer
- Klotz, Erhard (* 1938), deutscher Politiker (SPD)
- Klotz, Erich (1907–1962), deutscher Jurist und Bürgermeister
- Klotz, Ernst (1894–1970), deutscher Literat
- Klotz, Eva (* 1951), italienische Landtagsabgeordnete (Südtirol)
- Klotz, Florence (1920–2006), US-amerikanische Kostümbildnerin
- Klotz, Frank (* 1950), US-amerikanischer Offizier, Generalleutnant der US Air Force
- Klotz, Franziska (* 1979), deutsche Malerin
- Klotz, Georg (1687–1737), Geigenbauer in Mittenwald
- Klotz, Georg (1919–1976), italienischer Attentäter (Südtirol)Georg Klotz (1919–1976)

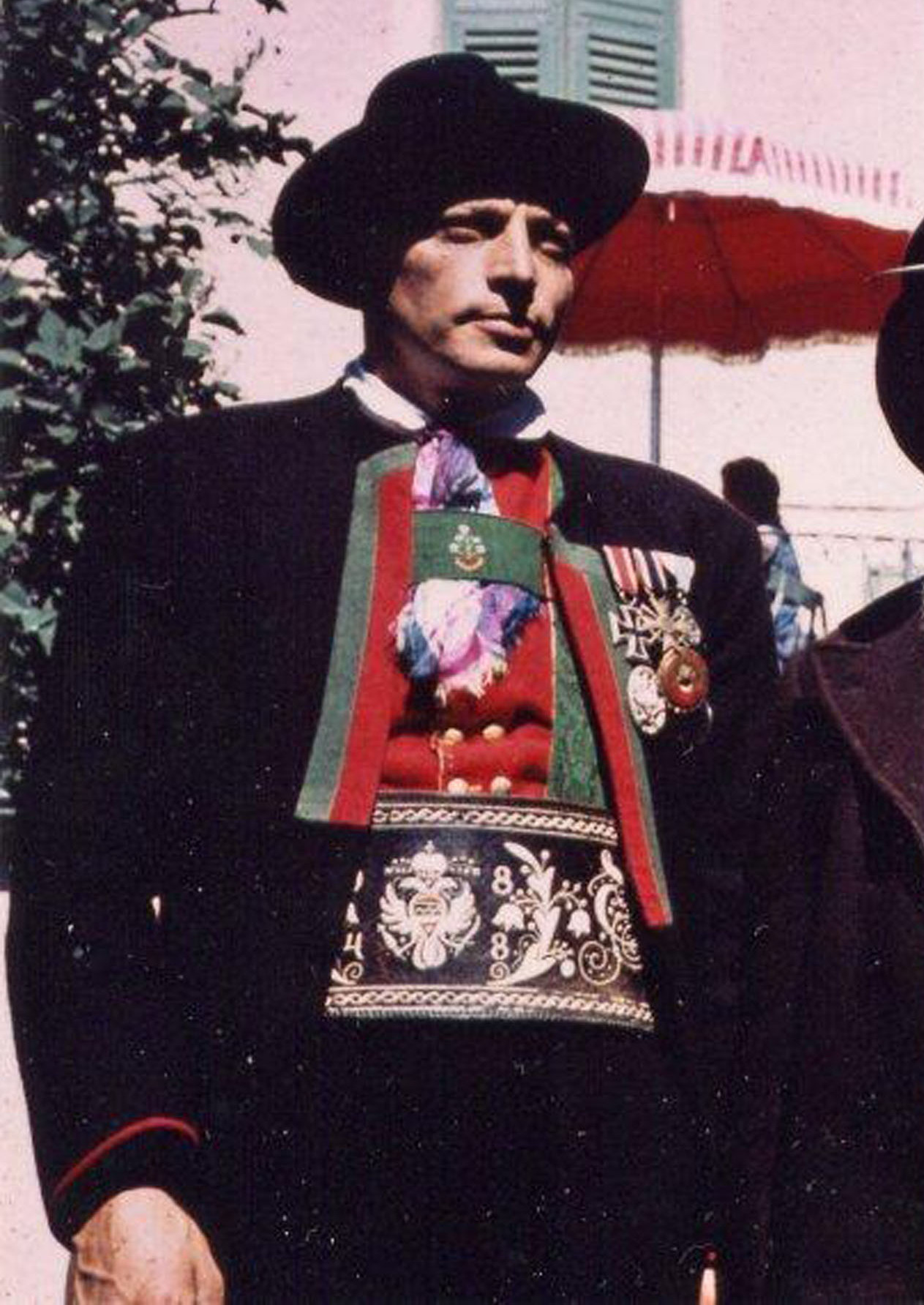
Georg Klotz (1919–1976)

- Klotz, Georg Otto Hermann (1818–1878), königlich preußischer Generalleutnant und zuletzt Inspekteur der 3. Ingenieur-Inspektion
- Klotz, Gottlieb der Ältere (1780–1834), österreichischer Bildhauer
- Klotz, Günther (1911–1972), deutscher Politiker (SPD), Oberbürgermeister von Karlsruhe (1952–1970)
- Klotz, Gustave (1810–1880), französischer Architekt
- Klotz, Hans (1900–1987), deutscher Kirchenmusiker und Organologe
- Klotz, Hans-Jörg (* 1927), deutscher Sportfunktionär
- Klotz, Heinrich (1935–1999), deutscher Architekturtheoretiker
- Klotz, Helmut (* 1935), deutscher Opernsänger (Tenor) und Chorleiter
- Klotz, Helmuth (1894–1943), deutscher Marineoffizier und Publizist
- Klotz, Helmuth (1929–2005), deutscher Allgemeinarzt und ärztlicher Standespolitiker
- Klotz, Hermann (1845–1899), österreichischer Gynäkologe und Geburtshelfer
- Klotz, Hermann (1850–1932), österreichischer Bildhauer
- Klotz, Hulda Emilie (1815–1900), deutsche Theaterschauspielerin
- Klotz, Jack (1932–2020), US-amerikanischer American-Football-Spieler
- Klotz, Jacob (1823–1909), deutscher Politiker (DFP), MdR
- Klotz, Jeff (* 1990), deutscher Autor und Verleger
- Klotz, Joe, amerikanischer Filmeditor
- Klotz, John, belgischer Segler
- Klotz, Joseph (1785–1830), deutscher Maler, Lithograf und Bühnenbildner
- Klotz, Józef (1900–1941), polnischer Fußballspieler
- Klotz, Julia (* 1980), deutsche Sängerin, Schauspielerin, Musicaldarstellerin und Gesangspädagogin
- Klotz, Julius Gustav Adolf (1812–1892), preußischer Generalleutnant und Inspekteur der 4. Ingenieur-Inspektion
- Klotz, Karlheinz (* 1950), deutscher Leichtathlet und Olympiamedaillengewinner
- Klotz, Klara (1878–1965), deutsche Politikerin (WBB), MdL des freien Volksstaats Württemberg
- Klotz, Knut (* 1944), deutscher Politiker (SPD), MdA
- Klotz, Lenz (1925–2017), Schweizer Künstler
- Klotz, Louis-Lucien (1868–1930), französischer Journalist und Politiker
- Klotz, Lukas (* 1976), deutscher Pianist
- Klotz, Markus (* 1982), deutscher Basketballspieler
- Klotz, Matthias († 1743), Geigenbauer und Begründer des Geigenbaus in MittenwaldMatthias Klotz († 1743)

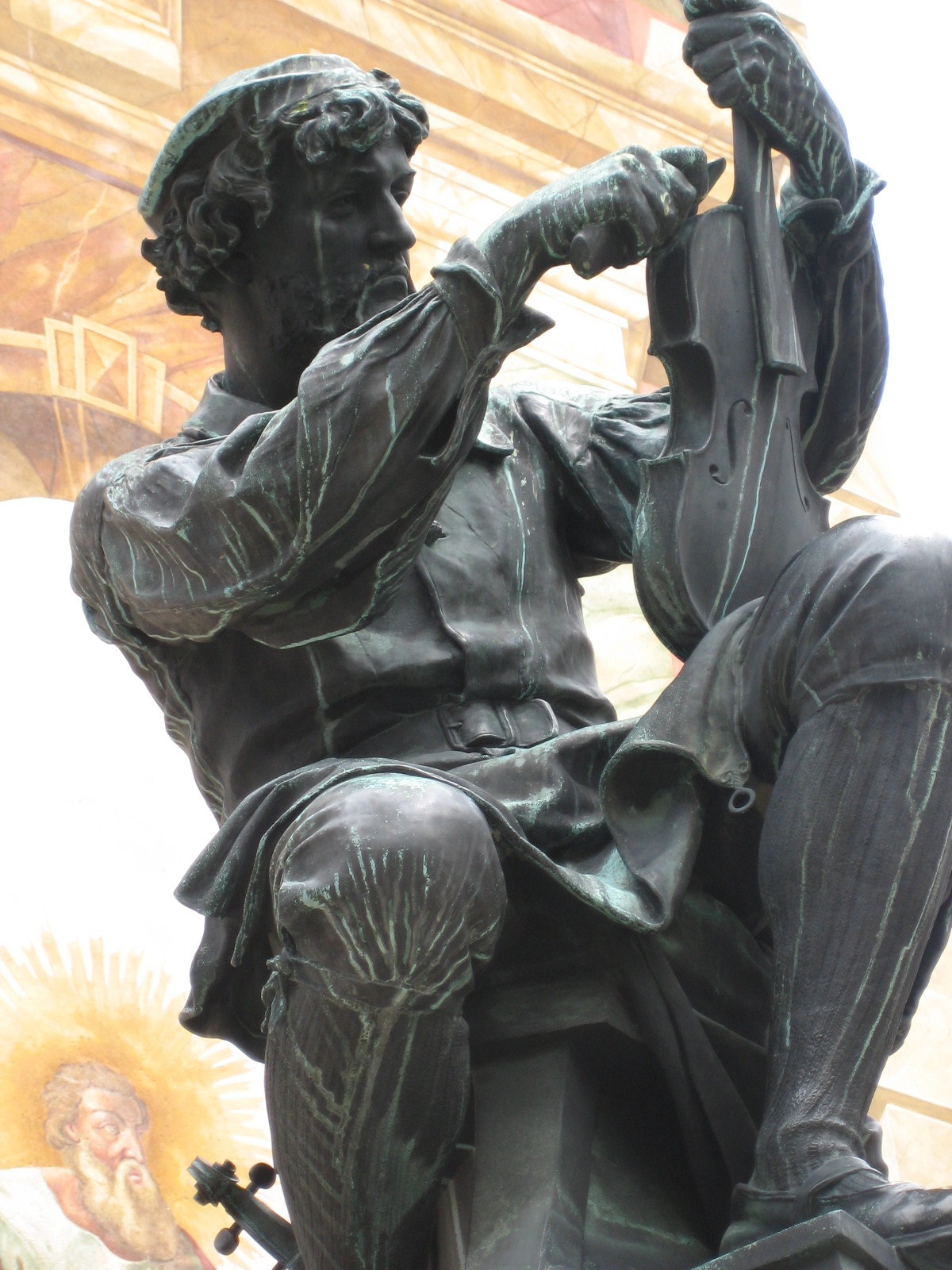
Matthias Klotz († 1743)

- Klotz, Matthias (1748–1821), deutscher Maler und Lithograph
- Klotz, Max (1878–1941), deutscher Pädiater
- Klotz, Max (1918–2003), deutscher Politiker (BP), MdL Bayern
- Klotz, Moritz (1813–1892), deutscher Politiker (DFP), MdR und Richter
- Klotz, Natalie (* 1997), österreichische Eiskunstläuferin
- Klotz, Nico (* 1986), deutscher Fußballspieler
- Klotz, Peter (* 1942), deutscher Fachdidaktiker
- Klotz, Petrus (1878–1967), österreichischer Benediktiner-Abt und Reiseschriftsteller
- Klotz, Reinhold (1807–1870), deutscher Philologe
- Klotz, Riccardo (* 1999), österreichischer Stabhochspringer
- Klotz, Robert (1819–1895), US-amerikanischer Politiker
- Klotz, Rudolf (1921–1986), österreichischer Heimatforscher und Autor
- Klotz, Sebastian (1696–1775), Geigenbauer in Mittenwald
- Klotz, Sibyll-Anka (* 1961), deutsche Politikerin (Bündnis 90/Die Grünen), Bezirksstadträtin
- Klotz, Siegfried (1939–2004), deutscher Maler, Professor an der Hochschule für Bildende Künste Dresden
- Klotz, Siegmar (* 1987), italienischer Skirennläufer
- Klotz, Stephan (1606–1668), deutscher Theologe und Hochschullehrer
- Klotz, Thomas (* 1980), deutscher MusicaldarstellerThomas Klotz (* 1980)

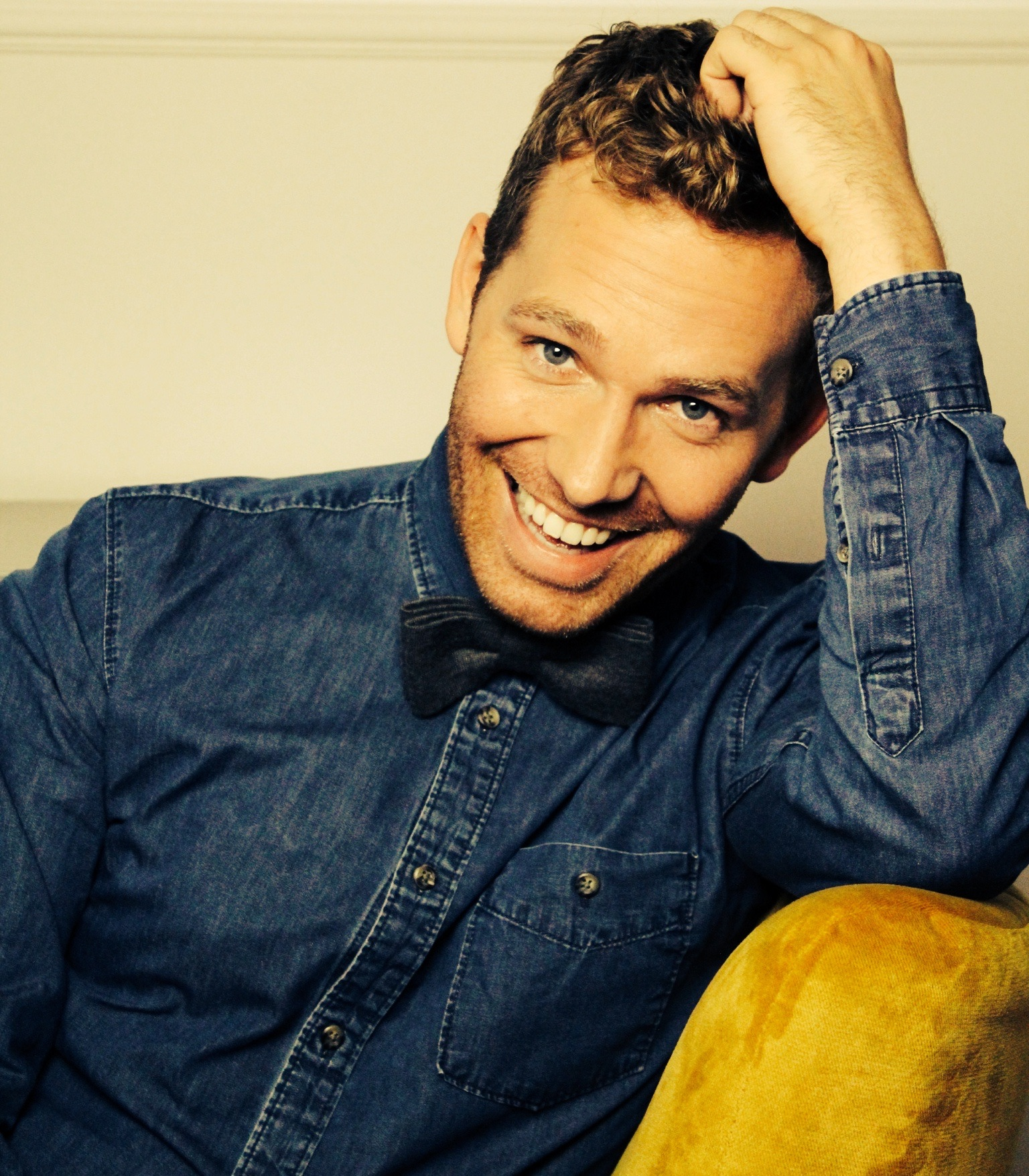
Thomas Klotz (* 1980)

- Klotz, Ulrike (* 1970), deutsche Gerätturnerin
- Klotz, Volker (1930–2023), deutscher Literaturwissenschaftler, Theaterkritiker und Dramaturg
- Klotz, Wolfgang (* 1951), deutscher Geräteturner
- Klotz-Dürrenbach, Theodor (1890–1959), österreichischer Maler und Grafiker
- Klotzbach, Arthur (1877–1938), deutscher Montanwirtschaftsführer
- Klotzbach, Holger (* 1946), deutscher Kulturmanager und Kabarettist
- Klotzbach, Kurt (1940–1989), deutscher Historiker
- Klotzbach, Peter (1875–1947), deutscher Architekt und Fachschullehrer, Vertreter der Heimatschutzarchitektur
- Klotzbücher, Alois (1930–2022), deutscher Bibliothekar
- Klotzbücher, Anja (* 1994), deutsche Politikerin (Die Linke), MdL
- Klotzbücher, Dorrit (* 1957), deutsche Juristin, Richterin und Präsidentin des Landessozialgerichts
- Klotzbücher, Hartmut (* 1961), deutscher Comicautor
- Klotzbücher, Richard (1902–1945), deutscher Arbeiter und ein Opfer der NS-Kriegsjustiz
- Klotzek, Gert (* 1950), deutscher Schauspieler, Autor, Regisseur, Hörspiel- und Synchronsprecher
- Klotzek, Timm (* 1973), deutscher Journalist
- Klötzel, C. Z. (1891–1951), deutsch-israelischer Journalist und Schriftsteller
- Klötzer, Bernd (1941–2025), deutscher Künstler
- Klotzer, Charles Lothar (* 1925), US-amerikanischer Journalist und Zeitungsverleger
- Klötzer, Käte (1943–2014), deutsche Spielzeug-Designerin
- Klötzer, Kuno (1922–2011), deutscher Fußballspieler und -trainerKuno Klötzer (1922–2011)

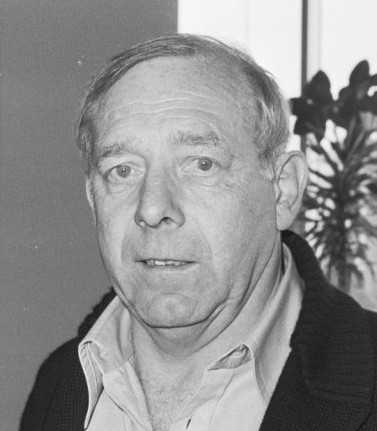
Kuno Klötzer (1922–2011)

- Klötzer, Max Heinrich (1854–1917), deutscher Jurist und Politiker
- Klötzer, Otto (1914–1976), deutscher Jurist und Politiker (GB/BHE, GDP), MdB
- Klötzer, Wolfgang (1925–2015), deutscher Archivar und Historiker
- Klötzler, Rolf (1931–2021), deutscher Mathematiker und Hochschullehrer
- Klötzli, Frank (1934–2020), Schweizer Ökologe und Hochschulprofessor
- Klotzsch, Eric (* 1984), deutscher Film- und Theaterschauspieler
- Klotzsch, Fritz (1896–1971), deutscher Filmproduzent
- Klotzsch, Gustav Eduard (1806–1882), deutscher Richter und Abgeordneter
- Klotzsch, Johann Friedrich (1726–1789), Historiker, Numismatiker, Bergbeamter
- Klotzsch, Johann Friedrich (1805–1860), deutscher Botaniker, Apotheker und Arzt
- Klotzsch, Johann Georg Karl (1763–1819), deutscher Literaturwissenschaftler und Logiker
- Klotzsch, Theodor Paul (1874–1942), deutscher Architekt
- Klotzsche, Anja (* 1985), deutsche Geophysikerin

### Klou
- Kloubert, Rainer (* 1944), deutscher Schriftsteller und Sinologe
- Klouček, František (* 1960), tschechoslowakischer Radrennfahrer
- Klouček, František (* 1985), tschechischer Cyclocross- und Straßenradrennfahrer
- Klouček, Lukáš (* 1987), tschechischer Cyclocross- und Straßenradrennfahrer
- Klouček, Petr (* 1957), tschechoslowakischer Radrennfahrer
- Klouček, Tomáš (1980–2025), tschechischer Eishockeyspieler

### Klov
- Klovāns, Jānis (1935–2010), lettischer Schachspieler
- Kløvedal, Troels (1943–2018), dänischer Schriftsteller
- Klövekorn, Josef (1882–1978), deutscher Hochschullehrer für Musik und Rektor der PH Bonn
- Klöver, Hanne (* 1959), deutsche Journalistin und Buchautorin
- Kloves, Steve (* 1960), amerikanischer Regisseur und Drehbuchautor

### Kloy
- Kloyer, Martin (* 1966), deutscher Ökonom

### Kloz
- Kloz, František (1905–1945), tschechischer Fußballspieler und -trainer